# Liste der Kulturdenkmale in Marienthal West
Die Liste der Kulturdenkmale in Marienthal West enthält die in der amtlichen Denkmalliste des Landesamtes für Denkmalpflege Sachsen ausgewiesenen Kulturdenkmale im Zwickauer Ortsteil Marienthal West.

## Legende
- Bild: Bild des Kulturdenkmals, ggf. zusätzlich mit einem Link zu weiteren Fotos des Kulturdenkmals im Medienarchiv Wikimedia Commons. Wenn man auf das Kamerasymbol klickt, können Fotos zu Kulturdenkmalen aus dieser Liste hochgeladen werden:
- Bezeichnung: Denkmalgeschützte Objekte und ggf. Bauwerksname des Kulturdenkmals
- Lage: Straßenname und Hausnummer oder Flurstücknummer des Kulturdenkmals. Die Grundsortierung der Liste erfolgt nach dieser Adresse. Der Link (Karte) führt zu verschiedenen Kartendiensten mit der Position des Kulturdenkmals. Fehlt dieser Link, wurden die Koordinaten noch nicht eingetragen. Sind diese bekannt, können sie über ein Tool mit einer Kartenansicht einfach nachgetragen werden. In dieser Kartenansicht sind Kulturdenkmale ohne Koordinaten mit einem roten bzw. orangen Marker dargestellt und können durch Verschieben auf die richtige Position in der Karte mit Koordinaten versehen werden. Kulturdenkmale ohne Bild sind an einem blauen bzw. roten Marker erkennbar.
- Datierung: Baubeginn, Fertigstellung, Datum der Erstnennung oder grobe zeitliche Einordnung entsprechend des Eintrags in der sächsischen Denkmaldatenbank
- Beschreibung: Kurzcharakteristik des Kulturdenkmals entsprechend des Eintrags in der sächsischen Denkmaldatenbank, ggf. ergänzt durch die dort nur selten veröffentlichten Erfassungstexte oder zusätzliche Informationen
- ID: Vom Landesamt für Denkmalpflege Sachsen vergebene, das Kulturdenkmal eindeutig identifizierende Objekt-Nummer. Der Link führt zum PDF-Denkmaldokument des Landesamtes für Denkmalpflege Sachsen. Bei ehemaligen Kulturdenkmalen können die Objektnummern unbekannt sein und deshalb fehlen bzw. die Links von aus der Datenbank entfernten Objektnummern ins Leere führen. Ein ggf. vorhandenes Icon  führt zu den Angaben des Kulturdenkmals bei Wikidata.

## Marienthal West
| Bild                                    | Bezeichnung | Lage                                                                                           | Datierung                                                  | Beschreibung | ID       |
| --------------------------------------- | --- | ---------------------------------------------------------------------------------------------- | ---------------------------------------------------------- | --- | -------- |
| Direkt Bild zu diesem Denkmal hochladen | Wohnhaus | Ahornweg 4 (Karte)                                                                             | 1934 (Wohnhaus)                                            | Holzfertigteilhaus der Dresdner Firma Höntsch in gutem Originalzustand von baugeschichtlichem Wert. Eingeschossig, rechteckiger Grundriss, geschlossener Eingangsvorbau, dort drei kleine Farbglasfenster, Mansarddach mit halbem Schopf | 09301975 |
| Direkt Bild zu diesem Denkmal hochladen | Vierseithof mit Wohnstallhaus, Scheune, Seitengebäude, Torhaus mit Oberlaube und Miststatt sowie Torbogen mit Holztor und zwei Hofbäume (Linden) | Augustusstraße 7 (Karte)                                                                       | 1872                                                       | Einer der wenigen noch erhaltenen Bauernhöfe im Stadtgebiet von Zwickau in sehr gutem Originalzustand, besonders wertvoll auf Grund der erhaltenen Oberlaube am Torhaus. Scheune: eingeschossig mit Drempelgeschoss, Erdgeschoss massiv, großes Holztor mit Holzpforte, Drempelgeschoss Fachwerk, ein Giebel einfaches schlichtes Fachwerk, Satteldach, hofseitig Fledermausgaube. Seitengebäude: eingeschossig, rechteckiger Grundriss mit Drempelgeschoss, Drempelgeschoss Fachwerk, kleine Heuluke mit Satteldach, als Stallgebäude genutzt mit Remise. Wohnstallhaus: zweigeschossig, rechteckiger Grundriss, Fachwerkobergeschoss, Erdgeschoss massiv, Fachwerk teilweise verkleidet und verputzt, Nordgiebel verschiefert. Torhaus: wertvollster Bestandteil des Hofes, insbesondere bemerkenswert durch die neunbogige Oberlaube, Holzverbindungen engstilig, jedes Gefach mit Streben, alle Holzverbindungen gezapft, Oberlaube mit gezapften Knaggen, Brüstungsfelder mit Holzverbretterung, Satteldach Biberschwanzdoppeldeckung, Erdgeschoss massiv, unterfahren, Schwelle an der äußeren Traufseite profiliert, Füllhölzer zwischen den Deckenbalken der Erdgeschoss-Decke sowie glattes Rebholz, Durchfahrt und Backofenanlage. | 09230057 |
| Direkt Bild zu diesem Denkmal hochladen | Einzeldenkmale der Sachgesamtheit Paulusfriedhof: Friedhofskapelle, Leichenhalle, Erdbegräbnis (siehe Text), Kriegerdenkmal für die Gefallenen des Ersten Weltkrieges | Bülaustraße (Karte)                                                                            | um 1900                                                    | Bestandteile des Friedhofes von baugeschichtlicher bzw. ortsgeschichtlicher Bedeutung (siehe auch Sachgesamtheit 09301906, gleiche Anschrift). 1. Friedhofskapelle mit Bleiglasfenstern und gusseisernes Kreuz, Ziegelrohbau mit Zahnschnittfries, Lisenen, Rundbogentür- und Rundbogenfensteröffnungen, 2. (Erbbegräbnis Fam. A. Lemmrich, Baumeister, um 1928, Grabmal aus Sandstein, nicht mehr vorhanden, 2002 abgeräumt), 3. Grabstätte Erbbegräbnis Fam. W. Meister, um 1900, Grabmal aus schwarzem Marmor, 2006 abgeräumt, 4. Ruhestätten der Familien Pröbiuss und Schniedewind, errichtet 1916, Ziegelmauer mit Bekrönung sowie eingelassene Sandsteintafel sowie Schrifttafel in geschliffenem Granit und eingetiefter Schrift, Rahmenin Sandstein besetzt mit Porzellanblumen, 5. Gefallenendenkmal mit Inschriften: „Zum Gedenken an die im Weltkriege 1914–18 für die deutsche Heimat Gebliebenen/Ihre Taten leben mahnend fort/Errichtet im Jahre 1927/Treu bis in den Tod“, Stele aus Muschelkalk, 6. Leichenhalle. | 09231405 |
| Direkt Bild zu diesem Denkmal hochladen | Sachgesamtheit Paulusfriedhof mit Friedhofskapelle, Leichenhalle, zwei Erdbegräbnissen (siehe Text), einem Kriegerdenkmal für die Gefallenen des Ersten Weltkrieges (alle Einzeldenkmale siehe Objekt 09231405, gleiche Anschrift) sowie Wegeführung mit Alleen u. a. Kastanienbäumen (Gartendenkmal) | Bülaustraße (Karte)                                                                            | um 1900                                                    | Ortsgeschichtlich bedeutsame Anlage. 1. Friedhofskapelle mit Bleiglasfenstern und gusseisernes Kreuz, Ziegelrohbau mit Zahnschnittfries, Lisenen, Rundbogentür- und Rundbogenfensteröffnungen, 2. Erbbegräbnis Fam. A. Lemmrich, Baumeister, um 1928, Grabmal aus Sandstein, (nicht mehr vorhanden), 3. Grabstätte Erbbegräbnis Fam. W. Meister, um 1900, Grabmal aus schwarzem Marmor, 4. Ruhestätten der Familien Pröbiuss und Schniedewind, Ziegelmauer mit Bekrönung sowie eingelassene Sandsteintafel sowie Schrifttafel in geschliffenem Granit und eingetiefter Schrift, Rahmen in Sandstein besetzt mit Porzellanblumen, 5. Gefallenendenkmal mit Inschriften: „Zum Gedenken an die im Weltkriege 1914–18 für die deutsche Heimat Gebliebenen/Ihre Taten leben mahnend fort/Errichtet im Jahre 1927/Treu bis in den Tod“, Stele aus Muschelkalk, | 09301906 |
| Direkt Bild zu diesem Denkmal hochladen | Wasserturm | Bülaustraße 43 (Karte)                                                                         | 1907                                                       | Eisenbahngeschichtlich, technikgeschichtlich und ortsgeschichtlich bedeutsamer Bestandteil des ehemaligen Reichsbahn-Ausbesserungswerkes, früher Wasserturm der Bauart Klönne darüber hinaus von großem Seltenheitswert (die ursprünglich als Kulturdenkmal ausgewiesenen Eisenbahnwagen, Kräne und ein Teil der Maschinen wurden inzwischen verschrottet bzw. 2007 an einen Verein außerhalb des Freistaates Sachsen gegeben). Der prägnante, 32 Meter hohe Wasserturm mit Kugelbehälter wurde im Jahr 1907 errichtet und versorgte den 1908 zumindest in Teilbereichen in Betrieb genommenen Werkstättenbahnhof Zwickau (später Reichsbahnausbesserungswerk Zwickau) mit Brauchwasser. Als auf die Funktion reduzierter Ingenieurbau ruht die unverkleidete Stahlkugel (400 m³ Fassungsvermögen) der Bauart Klönne auf einem filigranen, sich konisch verjüngenden Stahlfachwerkgerüst aus acht Stützen und Diagonalverstrebungen, in welches mittig ein zylindrischer Schacht mit Rohrleitungen und Treppe eingebaut ist. Den Übergang zwischen Standgerüst und Kugel realisieren 16 dreieckförmige Stahlbleche. Ein Wartungssteg verläuft auf Äquatorhöhe der Stahlkugel, den oberen Abschluss bildet eine Lüftungslaterne. Dem Wasserturm kommt aufgrund seiner materialsparenden, technisch und statisch ausgereiften Ausführung als Versorgungsbau für das Reichsbahnausbesserungswerk eine eisenbahn- und technikgeschichtliche Bedeutung zu. Zudem ist er von hohem Seltenheitswert da sich deutschlandweit nur sehr wenige Stahlkugelwasserbehälter der Bauart Klönne erhalten haben. Als letztes bauliches Zeugnis des inzwischen abgerissenen Reichsbahnausbesserungswerkes ist er gleichzeitig ein wichtiges Dokument für die Ortsgeschichte. (LfD/2017.) Geschichte: Grundstückserwerb zur Errichtung der späteren Eisenbahnwerkstätten ab 1897, 1903 Beginn der Bauarbeiten mit Unterbrechungen, Arbeitsaufnahme ab 1. April 1908 im Teil des Werkes – zu diesem Zeitpunkt nur Fundamente und Grundmauern Lokwerkstatt vorhanden. 1918–45 Bau neuer Werkanlagen mit insgesamt 7.846 m² Grundfläche und Anlagen- und Ausrüstungswert von 1,2 Mill. Mark, 1945–57 Werkanlagen mit insgesamt 11.024 m² Grundfläche (nicht denkmalgeschützt) und Anlagen mit Ausrüstungswert von 6,8 Mill. Mark. Wechselnde Bezeichnung der Anlagen: 1. Eisenbahnwerkstätten Zwickau, 2. Reichsbahn Ausbesserungs-Werk, 1908 gegründet, 3. RAW „7. Oktober“ Zwickau. Beschreibung/Aufzählung der unter Denkmalschutz stehenden Bestandteile des RAW: - Lokwerkstatt: mehrschiffiger Massivbau, Klinker mit Anbau, Stahlfachwerk- bzw. Stahlvollwandträger, - Wasserturm: Kugelbehälter, Eisengitterkonstruktion genietet, Gedenktafel mit der Inschrift (in Kapitälchen): „Gedenkstätte / der Arbeiterbewegung / des RAW Zwickau / der ehemalige Batterieraum / der Elektrowerkstatt / war in den Jahren 1942–1945 / illegaler Treffpunkt / deutscher Antifaschisten mit / Kriegsgefangenen und zivilinternierten / Personen aus der UdSSR / zur Organisierung des Widerstandes / gegen den Faschismus.“ Die Gedenktafel wurde nach Auskunft der UD Zwickau gestohlen, ist nicht mehr vorhanden. Ausstattung Lokwerkstatt siehe unter „Sammlung/Ausstattung“ Denkmalgeschützte Fahrzeuge/Wagen/Zubehör vor Lokwerkstatt: siehe unter „Sammlung/Ausstattung“ - 5 Gittermastleuchten, um 1910, nur in wenigen Exemplaren erhalten. Abbruchgenehmigung für die Werkstatt von 2015, Abbruch 2016 erfolgt. Wasserturm wurde 2018 demontiert – ein Ersatzstandort wird noch gesucht. | 09231399 |
| Direkt Bild zu diesem Denkmal hochladen | Berufsschule und Lehrwerkstatt des RAW Zwickau | Bülaustraße 43 (Karte)                                                                         | bez. 1951–1952                                             | Traditionelle Bauten der 1950er-Jahre, Eingangsbereich gestalterisch hervorgehoben, baugeschichtliche und ortsgeschichtliche Bedeutung. Breit gelagerter, zweigeschossiger Putzbau, flach gedeckt mit regelmäßig angeordneten stehenden Rechteckfenstern, originale Fenster erhalten, traufseitig in der Mitte befindet sich der Hauseingang mit einer kleinen Freitreppe und einer zweiflügeligen Tür, beiderseits des Eingangs Lampen, über dem Hauseingang Halbrelief mit der Darstellung dreier Lehrlinge mit dem Flügelrad der Reichsbahn und der Beschriftung 1951/52 sowie dem Wappen der Stadt Zwickau, im Inneren originale Raumstrukturen, Treppenhaus, Pendeltüren und Türen erhalten sowie Uhren aus der Erbauungszeit, Berufsschule des VEB RAW „7. Oktober Zwickau“. | 09299803 |
| Direkt Bild zu diesem Denkmal hochladen | Ehemaliger Kindergarten, heute Wohnhaus, mit Garten | Bülaustraße 50 (Karte)                                                                         | 1954                                                       | Von baugeschichtlicher und sozialgeschichtlicher Bedeutung. Eingeschossiger Longitudinalbau mit Walmdach, durch den Umbau zum Wohnhaus mit vorgestellten Holzbalkonen versetzt sowie an der hinteren Traufseite zwei eingeschossige Anbauten als Eingangsbereiche, das Dach im hinteren Bereich verändert durch große Gauben in angepasster Bauweise mit Walmdach, Schieferdeckung, Sockel Porphyrtuff-Schichtmauerwerk, alter Eingangsbereich des Kindergartens mit Sgraffito versehen, Darstellung eines Jungen mit Rehen sowie dekorative ornamentale Blumendarstellungen, Eingangsbereich, Treppe und Treppenwangen in diesem Bereich original erhalten, Treppenwangen ebenfalls Rochlitzer Porphyrtuff, in diesem Bereich noch zwei originale Schleppgauben, großer Schornstein, dort Darstellung des Flügelrades in Schiefer eingearbeitet, kleiner Dachreiter, vorgelagerte Gartenfläche, große Wiesenfläche mit Großgrün erhalten, ansonsten der Garten für die Wohnzwecke angepasst. | 09231400 |
| Direkt Bild zu diesem Denkmal hochladen | Ehemaliges Lehrlingswohnheim des RAW Zwickau, heute Mehrfamilienhaus | Bülaustraße 51 (Karte)                                                                         | 1956                                                       | Zeittypisches Wohnheim der 1950er-Jahre, von bau- und sozialgeschichtlicher Bedeutung. Zweigeschossiger Longitudinalbau mit seitlich angeordnetem Risalit, dort Treppenhaus und Hauseingang, über dem Eingang großes Fenster mit französischem Balkon, Gitter noch aus den 1950er-Jahren, regelmäßig angeordnete Rechteckfenster in beiden Etagen, Madenputz, Walmdach mit Schieferdeckung, seitlich Sgraffito mit einem Bahnarbeiter, zwei Lehrlingen und dem Flügelrad der Deutschen Reichsbahn, im Inneren Treppengeländer original erhalten, Sockel regelmäßiges Schichtmauerwerk aus Rochlitzer Porphyrtuff, dem Gartenbereich vorgelagert neue Balkone sowie teilweise auch Türöffnungen verändert aber in geringem Maß sowie zwei neue Gauben. | 09299756 |
| Direkt Bild zu diesem Denkmal hochladen | Häuslerhaus | Erntestraße 1 (Karte)                                                                          | um 1820                                                    | Original erhaltener Fachwerkbau mit massivem Erdgeschoss, von hausgeschichtlicher und stadtentwicklungsgeschichtlicher Bedeutung. Kleiner zweigeschossiger Fachwerkbau über rechteckigem Grundriss, Erdgeschoss Stampflehm mit Ziegeln verfestigt, evtl. unterfahren, Fenstergewände mit einer Hohlkehlung, Fachwerkobergeschoss, zweiriegelig mit Eckstreben, ein Giebel verkleidet, Satteldach, als Rest der ehemaligen Dorfbebauung von Marienthal von außerordentlich großer stadtentwicklungsgeschichtlicher Bedeutung sowie baugeschichtlicher Wert als traditionelles Häuslerhaus des beginnenden 19. Jahrhunderts. | 09230290 |
| Direkt Bild zu diesem Denkmal hochladen | Häuslerhaus | Hoferstraße 38 (Karte)                                                                         | 1. Hälfte 19. Jh.                                          | Kleiner Fachwerkbau, im Erdgeschoss leichte Veränderungen, von geschichtlicher Bedeutung. Zweigeschossig, rechteckiger Grundriss, Erdgeschoss verändert, Fenster- und Türgewände nicht erhalten, Fensteröffnungen verändert, Türen- und Fenster erneuert, Fachwerkobergeschoss (auf jeden Fall an beiden Längsseiten Fachwerk), schlichtes Fachwerk mit Eckstreben, zweiriegelig, giebelseitig verlängert um eine Fensterachse, Satteldach. | 09231725 |
| Direkt Bild zu diesem Denkmal hochladen | Vierseithof bestehend aus Wohnstallhaus, Scheune und zwei Seitengebäuden | Hoferstraße 42 (Karte)                                                                         | um 1820 (Wohnstallhaus)                                    | Geschlossen erhaltener Bauernhof von stadtentwicklungsgeschichtlicher, baugeschichtlicher und städtebaulicher Bedeutung. Wohnstallhaus: Erdgeschoss massiv, vermutlich unterfahren, baulich leicht verändert, Türportal und Fenstergewände nicht erhalten, Fenster verändert, an der hinteren Traufseite Waschhausanbau, Fachwerkobergeschoss in sehr gutem Originalzustand überliefert mit engstiligem Fachwerk und strebenreich, alles gezapfte Holzverbindungen, gerade Schwelle zwischen Rähm des Erdgeschosses und Schwelle des Obergeschosses Füllhölzer zwischen den Deckenbalken, Giebel verschiefert, Satteldach, weit vorkragend an der Traufseite zum Hof, Scheune: mehrfach umgebaut, eingeschossig mit Fachwerkdrempel und Satteldach, großes Holztor zum Hof, baulich verändert aber wichtig für das Bauensemble, 1. Seitengebäude: im rechten Winkel zum Wohnstallhaus stehend an der Westseite des Hofes, zweigeschossiger Massivbau, verputzt, im Erdgeschoss Stall, im Obergeschoss Luke zum Bergen des Erntegutes, Satteldach mit Biberschwanzdoppeldeckung, alte Fenster erhalten, 2. Seitengebäude: eingeschossiger Fachwerkbau mit engstiligem Fachwerk, alle Holzverbindungen gezapft, Satteldach, Giebel Ziegelmauerwerk verputzt | 09231143 |
| Direkt Bild zu diesem Denkmal hochladen | Mietshaus in geschlossener Bebauung | Jacobstraße 23 (Karte)                                                                         | 1901                                                       | Reich dekorierter Putzbau von baugeschichtlicher und baukünstlerischer Bedeutung. Viergeschossig, fünf Achsen, Putzbau, Erdgeschoss, Hauseingang mittig zurückversetzt mit originaler Haustür mit Kassetten, zweiflügelig, teilweise mit Diamantquaderung, geteiltes Oberlicht, Fenster nicht original, Fassade reich dekoriert u. a. mit Pilastern, teilweise kanneliert, profiliertem Gurtgesims, aufwändige Fensterverdachungen u. a. mit Segmentbogen bzw. Dreieckgiebel, in den Giebel- und Bogenfeldern Muschelornamente, Kopfdarstellungen, unter der Verdachung Obst- und Fruchtgebinde sowie unter den Fensterbrüstungen Fruchthörner, vorkragende Sohlbänke auf geschweiften Konsolsteinen, Konsolfries am Kranzgesims, dort auch Löwenkopf als Bekrönung über die mittleren Fenster, Satteldach. | 09230956 |
| Direkt Bild zu diesem Denkmal hochladen | Sachgesamtheit Wohnanlage Karl-Keil-Straße der Landessiedlungsgesellschaft Sächsisches Heim, bestehend aus 8 Wohnblöcken (alle Sachgesamtheitsteile) | Karl-Keil-Straße 15; 15a; 17; 17a; 19; 19a; 21; 21a; 23; 23a; 25; 25a; 27; 29; 31; 31a (Karte) | 1926 (Nr. 15, 15a, 17, 17a, 19, 19a, 21, 21a, 23, 23a)     | Ensemble von regelmäßig angeordneten Putzbauten in sehr gutem Originalzustand von baugeschichtlichem, sozialgeschichtlichem und städtebaulichem Wert. Nummer 15, 15a: längsrechteckiger Grundriss, dreigeschossig, Kunstbau mit Putznutung an den Ecken, zwei halbrunden Treppenhausvorsprüngen, an der westlichen Traufseite Satteldach, Blendgiebel, Schleppgauben, vorgestellte neu Balkone, Fenster erneuert mit innen liegenden Sprossen, ursprünglich mit umlaufendem Gesimsband zwischen 1. und 2. Obergeschoss, Fensterfaschen ursprünglich breiter und nur seitlich angeordnet (trifft auf alle acht Gebäude zu!). Nummer 17, 17a: dreigeschossiger Putzbau mit vorgelagerten neuen Balkonen und Blendgiebel, Schleppgauben, Satteldach, halbrunde vorspringende Treppenhausvorbauten an der östlichen Traufseite. Nummer 19, 19a: dreigeschossiger Putzbau mit vorgelagerten neuen Balkonen und Blendgiebel, Schleppgauben, Satteldach, halbrunde vorspringende Treppenhausvorbauten an der westlichen Traufseite. Nummer 21, 21a: dreigeschossiger Putzbau mit vorgelagerten neuen Balkonen und Blendgiebel, Schleppgauben, Satteldach, halbrunde vorspringende Treppenhausvorbauten an der östlichen Traufseite. Nummer 23, 23a: dreigeschossiger Putzbau mit vorgelagerten neuen Balkonen und Blendgiebel, Schleppgauben, Satteldach, halbrunde vorspringende Treppenhausvorbauten an der westlichen Traufseite. Nummer 25, 25a: dreigeschossiger Putzbau mit vorgelagerten neuen Balkonen und Blendgiebel, Schleppgauben, Satteldach, halbrunde vorspringende Treppenhausvorbauten an der westlichen Traufseite. Nummer 27, 29: dreigeschossiger Putzbau mit vorgelagerten neuen Balkonen und Blendgiebel, Schleppgauben, Satteldach, halbrunde vorspringende Treppenhausvorbauten an der westlichen Traufseite, mit originalen Gauben sowie Laden an der Giebelseite des Hauses, die Gauben mit spitzwinkeligen Blendgiebeln versehen, typisch für die Bauzeit. Nummer 31, 31a: dreigeschossiger Putzbau mit Laden an der Giebelseite, vorgelagerten neuen Balkonen und Blendgiebel, Schleppgauben, Satteldach, halbrunde vorspringende Treppenhausvorbauten an der östlichen Traufseite. | 09231659 |
| Direkt Bild zu diesem Denkmal hochladen | Sachgesamtheit Wohnanlage, bestehend aus: Wohnblock mit drei Eingängen einer Wohnanlage (Nr. 16, 18 und 20), fünf Reihenhäuser (Mehrfamilienhäuser Nr. 22, 24, 26, 28 und 30) und Dreierhausgruppe (Mehrfamilienhäuser Nr. 34, 36 und 38), alle mit vorgelagerter Grünanlage (alles Sachgesamtheitsteile) | Karl-Keil-Straße 16; 18; 20; 22; 24; 26; 28; 30; 34; 36; 38 (Karte)                            | 1919–1922                                                  | Ensemble von Mehrfamilienhäusern, als Beispiele für den sozialen Wohnungsbau der 1920er-Jahre von ortsgeschichtlicher, sozialgeschichtlicher und baugeschichtlicher Bedeutung. Karl-Keil-Straße 34–38 (g): Dreierhausgruppe – Mehrfamilienwohnhäuser, zweigeschossige Putzbauten, Rechteckfensteröffnungen in regelmäßiger Anordnung, beide Kopfbauten mit risalitartigen Vorsprüngen, mittlere Gebäude mit vier Fensterachsen, Hauseingang mit waagerechter Verdachung und Oberlichtfenster, im Treppenhausbereich auch Fensteröffnungen mit Segment- bzw. Korbbögen als oberer Abschluss, Fassade teilweise durch Putznutungen gegliedert, Kopfbauten mit Walmdächern, mittlere Gebäude mit Satteldach, Biberschwanzdeckung, Schleppgauben, weiterhin Dacherker mit Balkon und ovalem Fenster. Karl-Keil-Straße 16 – 20 (g): gleiche Gestaltung wie Nummer 34–38, Karl-Keil-Straße 22 – 30: dreigeschossige Putzbauten mit risalitartigen Vorsprüngen, mittlere Gebäude mit Mitteleingang traufseitig, Rechteckfensteröffnungen sowie Rundbogen- und Segmentbogenfensteröffnungen, Gurtgesims zwischen 2. und 3. Stockwerk, Walmdach mit markantem Dacherker, Biberschwanzdeckung, Fenster nicht vorbildgerecht erneuert. | 09231667 |
| Direkt Bild zu diesem Denkmal hochladen | Einzeldenkmal o. g. Sachgesamtheit: Doppelwohnhaus, mit Einfriedung und Zugangstreppe sowie umgebende Grünanlage, ursprünglich zum Städtischen Krankenhaus dazugehörend | Karl-Keil-Straße 33; 33a (Karte)                                                               | um 1930                                                    | Original erhaltener Putzbau, baugeschichtlich bedeutend (siehe auch Sachgesamtheit 09231123, Karl-Keil-Straße 33, 33a, 35). Zweigeschossig, rechteckiger Grundriss, längs gestreckt, symmetrisch angelegt, seitlich jeweils risalitartige Vorsprünge, dort überdachter Hauseingang, Graupelputz, Rechteckfenster teilweise zu Fenstergruppen (Fensterbändern) zusammengefasst, Walmdach mit Biberschwanzdeckung, originalen Gaupen mit Satteldach, Nebenanlagen: Treppe zum Hauseingang Beton, Einfriedung Beton und Holzlattenzaun original erhalten, profiliertes Kranzgesims, Faschen um die Fenster, Haus zählt in der internen Nummerierung als Haus 22 und ist Wohnhaus und Blutspendezentrale zugleich. | 09231441 |
| Direkt Bild zu diesem Denkmal hochladen | Sachgesamtheit Krankenhaus mit den Einzeldenkmalen: Haus 5, 6, 7, 9, 21, 23, 33, 33a, 44, 45, 47, 50, 53, 60, 63, 90 (siehe auch Einzeldenkmal Karl-Keil-Straße 35 – Objekt 09299823 und Karl-Keil-Straße 33, 33a – Objekt 09231441 [Nr. 33, 33a]), gestaltete Grünanlagen mit Alleen innerhalb des Krankenhausgeländes (Gartendenkmal) sowie den Sachgesamtheitsteilen: Haus 1, 3, 41, 51, 52, 54, 66, 67, 69, 72, 93 und im Krankenhausgelände befindlichen Wandelgängen (überdachte Gänge zwischen den Funktionsgebäuden und Kliniken) | Karl-Keil-Straße 33; 33a; 35 (Karte)                                                           | 1913 Baubeginn, Verzögerung durch den Ersten Weltkrieg     | Geschlossen erhaltene Anlage von großer stadtgeschichtlicher, sozialgeschichtlicher und baugeschichtlicher Bedeutung [Störelemente: nicht zur Sachgesamtheit gehörend – Häuser 2, 25, 30]. Sachgesamtheit Städtisches Klinikum mit folgenden Gebäuden: (Anmerkung: die folgenden Nummern sind die 2005 gebräuchlichen internen Hausnummernbezeichnungen gemäß HBK-Liegenschaftsliste vom 23. November 2005.) Haus 93 und Haus 41: Sachgesamtheitsteile, zwei Torhäuser am Haupteingang (Haus 11), Haus 93 rechts: heute Pforte und Telefonvermittlung, Haus 41: links, heute Sparkasse und Friseur, eingeschossige Putzbauten mit Walmdächern, das linke der beiden pavillonartigen Gebäude wurde 1962 verlängert, beide mit Vorlaube, beide Biberschwanzdoppeldeckungen mit Fledermausluken. Haus 90: Einzeldenkmal, Pathologisches Institut, heute Mikrobiologie, Pathologie, Hörsaal, Bibliothek und Orthopädische Technik, 1927 gebaut, breit gelagerter zweigeschossiger recht moderner Putzbau mit großzügigen Rechteckfenstern (Fensterbänder), an der Außenfassade originale Laternen, mittig angeordneter Eingang mit großzügiger Treppenanlage (Terrazzo) mit geschweiften Wangen, dieser Bereich besonders betont durch Fenster und Türen mit gekreuzten Sprossen, Mansardwalmdach mit Biberschwanzdeckung und Dachreitern zur Belüftung, an der Rückseite apsisartiger Vorbau mit Spitzbogenöffnungen, hier im Inneren original erhaltener Hörsaal mit Bestuhlung. Bleiglasoberlicht in Form eines Oktaeders, Wandvertäfelungen, Türen, bauzeitlichen Ausstattungselementen etc. Haus 23: Einzeldenkmal, ehemaliges Schwesternwohnheim I, 1928 erbaut, heutige Nutzung Wohnheim und zentrale Einrichtungen wie Betriebsarzt, Hygiene, Umweltschutz und Technischer Dienst, breit gelagerter dreigeschossiger Putzbau mit dreiachsigem Mittelrisalit, hier Hauseingang, durch Fenster und Türen mit gekreuzten Sprossen sowie Freitreppe besonders betont, liegende neunscheibige Rechteckfenster, Mansardwalmdach mit Dachreitern zur Belüftung, drei Dachreiter, bemerkenswertes Treppenhaus in Ortbeton und Terrazzovorsatz sowie zwei Treppenaugen, im Inneren möglicherweise historische Ausmalung nach Entwurf von Heinrich Koch (ehemals als Maler am Bauhaus Dessau tätig). Haus 60: Einzeldenkmal, ehemaliges Verwaltungsgebäude mit Krankenhauskapelle (Haus 1), heute Patientenaufnahme, Apotheke, Medizinische Berufsfachschule, Medizinische Informatik, Finanz- und Rechnungswesen, Kirche, repräsentatives Hauptgebäude der Anlage mit Mittelrisalit und zwei Seitenrisaliten, breit gelagerter Putzbau, Pilastergliederung, im Bereich des Mittelrisalites, ursprünglich zwei repräsentative Eingänge mit Rundbogentüröffnungen jeweils neben dem Seitenrisalit, diese heute nur noch Nebeneingänge, neuer Haupteingang mittig, im Erdgeschoss Rundbogenfensteröffnungen, gesprosste Oberlichter, ansonsten regelmäßig angeordnete achtscheibige Rechteckfenster, Mansardwalmdach mit Biberschwanzdoppelung, sechsachsiger Dacherker mit Halbrundfenster im Dreieckgiebel, pro Fensterachse eine stehende Gaupe mit Walmdach, mächtiger schiefergedeckter Uhrenturm das Haus prägend, vier Dachreiter zur Belüftung, originale Außenlaternen erhalten, Kapelle im Bereich des linken Seitenrisalites eingeordnet, vom 1. Obergeschoss bis ins Dachgeschoss reichend, hier im Giebel drei große Rundbogenfenster mit Sprossenteilung aus Betonwerkstein, das Haus steht gegenüber dem Haupteingang, die Blickachse beim Eintritt in das Krankenhausgelände fällt auf dieses Hauptgebäude, Denkmalwert: baugeschichtlicher und sozialgeschichtlicher Wert. Sanierung 2005. Haus 45, 44 und 47: Einzeldenkmale, ehemaliger Kultur- und Speisesaal für das Personal, heute zentrales Archiv, breit lagernder eingeschossiger Bau, mit großen Rundbogenfenstern an der Traufseite, gesprosst, mehrflügelig (original erhalten), an der Südostseite beim Umbau teilweise zugesetzt, niedrige Sanitäranbauten, hier unter der Traufe angeordnet kleine liegende Rechteckfenster mit strahlenförmig angeordneten Sprossen, Walmdach mit Biberschwanzdoppeldeckung, große Schleppgaupe (hechtartig), die Häuser 44 und 47 sind eingeschossige Eckpavillons über quadratischem Grundriss und die dazugehörigen später geschlossenen Laubengänge. Haus 21: Einzeldenkmal, ehemaliges Schwesternwohnheim II, heute leerstehend, 1929 erbaut, mit Innenhof und Terrasse als individuelle Aufenthaltsmöglichkeit für die Schwestern, dreigeschossiger, breit lagernder Putzbau mit Risaliten, Graupelputz, großzügigen neunscheibigen Rechteckfenstern, liegenden Fensterformaten, glattem Putzband zwischen Erdgeschoss und 1. Obergeschoss, glatten umlaufenden Fensterfaschen, vordere Traufseite mit dreiachsigem Mittelrisalit und regelmäßig angeordneten Rechteckfenstern, schmucklose, funktionale Fassade, Mansardwalmdach mit Biberschwanzdoppeldeckung, mächtiger Dachreiter zur Lüftung, im Inneren möglicherweise historische Ausmalungen nach Entwurf von Heinrich Koch (ehemals als Maler am Bauhaus Dessau tätig), Raumfassung heute überstrichen, Denkmalwert: sozialgeschichtlicher und baugeschichtlicher Wert. Haus 1: Sachgesamtheitsteil, ehemalige Frauenklinik, heute Frauenklinik und Kinderzentrum, langgestreckter Putzbau, Mittelteil viergeschossig, hier vierachsiger Mittelrisalit, zwei dreigeschossige Seitenflügel, an der Nordwestseite fünf rechtwinklig abgehende Gebäudeteile, Walmdächer mit Biberschwanzdoppeldeckung, großzügige Fensteröffnungen mit sprossengeteilten Fenstern, an der Südostseite ehemals über die gesamte Breite durchlaufende Balkone im 2. und 3. Obergeschoss, heute nur noch französische Fenster. Haus 50: Einzeldenkmal, ehemaliges Direktorenwohnhaus (Haus 9), 1921 erbaut, heute Verwaltung, zweigeschossiger Putzbau in sehr gutem Originalzustand, Glattputz Sockel, Rauputz-Fassade mit Glattputzflächen, unregelmäßiger Grundriss mit Vor- und Rücksprüngen, im Erdgeschoss ehemaliger Wintergarten, darüber Balkon mit massiver Brüstung, Rechteckkastenfenster sprossengeteilt, achtscheibig, zweiflügelig mit Oberlicht (original erhalten und aufgearbeitet), leicht profiliertes Kranzgesims, Putzfaschen um die Fenster, zwei Hauseingänge mit einfachen Treppenzugängen, Walmdach mit Biberschwanzdoppeldeckung, im Inneren noch gute Innenausstattung u. a. Garderobe, zweiläufige Holztreppe mit originalem Geländer, teilweise gewendelt, originale Haustür, Sanierung 2003. Haus 51: Sachgesamtheitsteil, ehemaliges Oberbeamtenwohnhaus (Haus 14), heute Doppelwohnhaus mit je zwei WE, zweigeschossiger Putzbau mit symmetrischer Gestaltung, Graupelputz, Sockel, Faschen und Gesimse glatt verputzt, Rechteckfenster zweiflügelig mit geteiltem Oberlicht und Sprossenteilung, Walmdach mit Biberschwanzdoppeldeckung, einzeln stehende Gaupen ebenfalls mit Walmdach, an den Giebelseiten neue Treppenhausvorbauten. Haus 52: Sachgesamtheitsteil, Wohnhaus, ebenfalls zum Krankenhausgelände gehörend, Natursteinsockel, zweigeschossiger Putzbau, Graupelputz, Fenster durch Putzfaschen eingefasst, zweiflügelige Fenster mit geteiltem Oberlicht und Sprossenteilung, Hauseingang seitlich, Walmdach mit Biberschwanzdoppeldeckung, einzeln stehende Gaupen ebenfalls mit Walmdach. Haus 53: Einzeldenkmal, Doppelwohnhaus, Sockel, Gesimse und Faschen Glattputz, Fassade Graupelputz, Treppenhäuser durch glatt geputzten risalitartigen Vorsprung betont, Hauseingänge einflügelige Türen mit Glaseinsätzen und waagerechten Sprossen, Dreieckgiebelverdachung über der Haustür, Treppenhausfenster als Rundbogenfenster mit strahlenförmigen Sprossen im Oberlicht, regelmäßig angeordnete Rechteckfenster zweiflügelig mit geteiltem Oberlicht und Sprossenteilung, im Erdgeschoss vier Achsen, im Obergeschoss sechs Achsen in Hausmitte angeordnet, ebenfalls gesprosste Kastenfenster mit geteilten Oberlichtern, Fensterbankgesims im Obergeschoss, mittig angeordneter Dacherker über vier Achsen mit gekoppelten Fenstern, diese mit diagonalen Kreuzsprossen ebenfalls Fensterbankgesims, Walmdach mit Biberschwanzdoppeldeckung, Denkmalwert: baugeschichtlicher Wert auf Grund des sehr guten Originalzustandes (Putz, Dachdeckung, Türen und Fenster). Haus 54: Sachgesamtheitsteil, Wohnhaus, um 1950, zweigeschossig, rechteckiger Grundriss, Madenputz, Sockel glatt verputzt, Eingang eingefasst vermutlich mit Naturstein, Türen und Fenster erneuert, über Hauseingang Segmentbogenfenster im Treppenhaus, darüber Stadtwappen, Walmdach, Falzziegeldeckung erneuert. Haus 3: Sachgesamtheitsteil, ehemaliges Bettenhaus 17a, 1925 erbaut, heute Klinik für Hautkrankheiten und HNO, dreigeschossiger Putzbau (Glattputz), T-förmiger Grundriss, fast zimmergroße sprossengeteilte Rechteckfenster, mehrflügelig mit Oberlichtern, französische Balkons, heute allerdings die Gitter erneuert, 14 Achsen, giebelseitig erweitert, Fensterbankgesims zwischen Erdgeschoss und erstem Obergeschoss, Walmdach, einzelne Gaupen mit Walmdach, Biberschwanzdoppeldeckung, zwei Dachlüftungsreiter. Haus 5: Einzeldenkmal, ehemaliges Bettenhaus 4a, 1920 erbaut, heute leerstehend, ehemals Haus 4a Bettenhaus, gehört zum alten Teil des Krankenhauses, original und unverändert erhalten, anspruchsvolle architektonische Gestaltung, hieraus ergibt sich der Einzeldenkmalwert, dreigeschossig, auf rechteckigem Grundriss mit Kopfbau, Gurtgesims, darüber breites Glattputzband, Fond in Rauputz, Fenster durch Faschen eingefasst, repräsentative Fassadenausbildung mit großen Fenstern mit Korbbogenabschluss und französischen Balkons, Geländer original erhalten, Giebelseite in Richtung Süd/West ebenfalls mit großflächigen Fensteröffnungen und französischen Balkongeländern ausgebildet, Walmdach, Biberschwanzdoppeldeckung, einzeln stehende Gaupen mit Walmdach, zwei Dachreiter zur Belüftung, aus Heinrich Brauns „Autobiographie“: „Die Grundrisse für die der Krankenbehandlung dienenden Gebäude habe ich eigenhändig entworfen. Von der üblichen Form abweichend ist der Grundriss des Krankenpavillons. Die allgemeinen Krankensäle sind nach Dosquets Grundsätzen einseitig belichtete, lange, verhältnismäßig schmale Räume. Ihre Fensterwand besteht aus Schiebefenstern, die von der Decke bis zum Fußboden reichen. In wenigen Minuten lässt sich der Krankensaal in eine offene Veranda verwandeln. Die Südlage ist restlos für die Krankensäle ausgenutzt, die Nebenräume schließen nach Norden an. ...“ Haus 7: Einzeldenkmal, ehemaliges Bettenhaus 4b, 1920 erbaut, heute Klinik für Innere Medizin 1, gleiche Gestaltung wie Haus 5, sehr guter Originalzustand. Haus 6: Einzeldenkmal, ehemaliges Bettenhaus 4d, 1920 erbaut, heute leer stehend, gleiche Gestaltung wie die Haus 5. Haus 63: Einzeldenkmal, ehemaliges Bettenhaus 4c, 1920 erbaut, heute Apotheke und Zentraler Einkauf, die Fenster nur noch dem Original nachempfunden, die ursprünglichen Schiebefenster nicht mehr erhalten, gleiche Gestaltung wie die anderen Bettenhäuser, Sanierung 2002. Haus 67 und Haus 66: Sachgesamtheitsteile, Gärtnerei mit Gewächshäusern, Anlage zur Pflege der Grünflächen im Krankenhausgelände, Wohnhaus um 1920 Wohnhaus erbaut, Natursteinsockel, Rauputz, Obergeschoss mit Fachwerk und Verbretterung, leicht vorkragend, originale Haustür mit Dreieckgiebelverdachung und kleiner Freitreppe, Pyramidendach mit mittigem Schornstein, Biberschwanzdoppeldeckung, Fledermausgauben, kleines Nebengebäude als ältester Teil der Anlage (Remise), Satteldach, Biberschwanzdoppeldeckung, Holzverschlag, weiteres Nebengebäude Kopfbau der Gewächshäuser, verbindet diese untereinander. Haus 69: Sachgesamtheitsteil, ehemaliges Kessel- und Maschinenhaus (Haus 8), 1921 erbaut, heute Werkstätten, winkelförmiges Gebäude mit eingeschossigem Flügelbau, Rechteckfenster, im angebauten Seitenflügel große Rundbogenfenster, Fenster und Türen erneuert, Satteldach und Walmdach mit Biberschwanzdoppeldeckung, Fledermausgauben, Dachreiter als Lüftung. Haus 72: Sachgesamtheitsteil, ehemaliges Wäschereigebäude (Haus 6), 1925 erbaut, heute noch in gleicher Funktion, vermutlich ehemals aus zwei Teilen bestehender Gebäudekomplex, ein- bzw. zweigeschossig mit Anbauten, 1992 überformt, Krüppelwalm- bzw. Walmdach, ursprünglich mit Biberschwanzdeckung, originale Gaupe erhalten. Haus 9: Einzeldenkmal, ehemaliges Isolierhaus (Haus 5), heute Klinik für Onkologie und Innere Medizin 2, zweigeschossiger Putzbau auf U-förmigem Grundriss, im Mittelteil 1. Obergeschoss zwei das Haus prägende Fenstererker, Südseite große Fensterfront mit fast zimmergroßen Rechteckfenstern, mehrflügelig mit Sprossenteilung, heute erneuert sowie französischen Balkons, Walmdach mit Biberschwanzdoppeldeckung und einzeln stehende Gaupen ebenfalls mit Walmdach, zwei Dachreiter zur Entlüftung, seitlich Treppenhausvorbau, zwei rundbogige Eingänge, Fassade Rauputz, Sockel Glattputz, Putzfaschen zur Betonung der Fensteröffnungen sowie einzelner Fensterachsen. Doppelwohnhaus Karl-Keil-Straße 33, 33a: mit Nebenanlagen (Einfriedung und Zugangstreppe sowie umgebende Grünanlage, ursprünglich zum Städtischen Krankenhaus dazugehörend), original erhaltener Putzbau, zweigeschossig, rechteckiger Grundriss, längs gestreckt, symmetrisch angelegt, seitlich jeweils risalitartige Vorsprünge, dort überdachter Hauseingang, Graupelputz, Rechteckfenster teilweise zu Fenstergruppen (Fensterbändern) zusammengefasst, Walmdach mit Biberschwanzdeckung, originalen Gaupen mit Satteldach, Nebenanlagen: Treppe zum Hauseingang Beton, Einfriedung Beton und Holzlattenzaun original erhalten, profiliertes Kranzgesims, Faschen um die Fenster, Haus zählt in der internen Nummerierung als Haus 22 und ist Wohnhaus und Blutspendezentrale zugleich. Wandelgänge: Sachgesamtheitsteile, eingeschossige geschlossene und teilweise offene Wandelgänge mit pavillonartigen Eck- und Zugangsbauten, mit geschweiften Satteldächern bzw. Zeltdächern, alle mit Biberschwanzdoppeldeckung, Wandflächen durch Pilaster und Bögen gegliedert, teilweise Blendbögen, die einzelnen Gebäude waren durch diese Wandelgänge miteinander verbunden, Wetterschutzgänge für Personal und Patienten (innerbetrieblicher Verkehr), Gebäude entsprechend der Geländetopographie gestaffelt angeordnet, Laubengänge Teilabbruch 2009 lt. UDSB 1. System: zwischen Haus 1, Haus 24, weiterhin Haus 24, Haus 3, Haus 63, Haus 60, Haus 5, Haus 6, Haus 61, Haus 8 und Haus 7, 2. System: zwischen Haus 21, Haus 45 und Haus 23, Gartenanlage: Gartenbereich Direktorenvilla: Gartenanlage nach ursprünglichem Plan unter Beibehaltung des Großgrüns wieder angelegt, prägendes Gehölz ist eine Rotbuche mit einem Kronendurchmesser von ca. 20 m, Wasserbecken wiederhergestellt mit originaler Brunnenfigur „Kniender Knabe“ (vermutlich Darstellung eines Sohnes von Heinrich Braun, geschaffen von einem Dresdner Künstler). Gartenbereich vor den Häusern 51 bis 54: Rasenfläche und Lindenallee, hinter Haus 6 und Haus 8: südwestlich des Hauses kleine gestaltete Parkanlage, dort Plastik aus den 1970er-Jahren (liegende weibliche Figur, etwas überlebensgroß, von Henning Aust). Ehemalige Wegeführung komplett erhalten sowie Rhododendren und Großgrün. Grünanlage Eingangsbereich: gestaltete Grünanlage zwischen Pförtnerhäusern und Verwaltungsgebäude sowie ehemaligen Schwesternwohnheimen und Pathologie, Rasenflächen, Blumenrabatten, Großgrün, zentral aufgestellt Kopfplastik Heinrich Braun auf Obelisk von 1935 (Bildhauer Prof. Stengel), Grünanlage zwischen Frauenklinik und Archivgebäude: terrassierte Rasenfläche, Grünstreifen: Bereich entlang der Karl-Keil-Straße zwischen Eingang und Frauenklinik, Lärmschutzstreifen mit umfangreichem Großgrünbestand, Gartenfläche hinter Haus 90: Rasenflächen und Hecken (Hainbuche ursprünglich geschnitten). [Störelemente: nicht zur Sachgesamtheit gehörende Gebäude – Haus 2 (Klinik für Neurologie und Psychiatrie), Haus 25, (Klinik für Physiotherapie) Haus 30 (Klinik für Strahlentherapie)]. Geschichte: Die Planung und Konzeption des Krankenhausgeländes sowie der Einzelgestaltung der Anlage mit den Laubengängen geht auf Krankenhausdirektor Heinrich Braun in enger Zusammenarbeit mit den Architekten zurück. Die Architekten arbeiteten in der Hochbaudirektion Abteilung III im Sächsischen Finanzministerium zu Dresden. Insbesondere der Grundriss des „Zwickauer Pavillons“, die Konzeption der Operationssäle und weitere bedeutsame Neuerungen ließen das Krankenhaus zu einem „Mekka“ für Architekten werden und trugen den Namen Heinrich Brauns in Verbindung mit Zwickau weit über die Landesgrenzen hinaus. Unter seiner Leitung (bis 1928) entwickelte sich das Zwickauer Krankenstift zu einem medizinischen Kulturzentrum, das zahlreiche in- und ausländische Chirurgen zu Studienzwecken besuchten. Es galt seinerzeit und über viele weitere Jahrzehnte als eines der modernsten Krankenhäuser Deutschlands. Das Krankenhaus wurde 1921 in Betrieb genommen. Zur besseren Stadtverbindung wurde das elektrische Straßenbahnnetz bis zum Krankenstift erweitert. Die Inbetriebnahme erfolgte am 6. November 1924. | 09231123 |
|                                         | Sachgesamtheit Heinrich-Braun-Krankenhaus; Königliches Krankenstift (ehem.) Einzeldenkmale o. g. Sachgesamtheit: ehemaliges Verwaltungsgebäude mit Krankenhauskapelle (Haus 60 – Notfallaufnahme, medizinische Fachschule u. a.), ehemalige Schwesternwohnheime (Haus 23 – ursprünglich Beamtenhaus, heute zentrale Einrichtungen u. a. Bibliothek sowie Haus 21 – Klinikleitung und Labordiagnostik), ehemalige Pathologie (Haus 90 – Mikrobiologie, Pathologie und Orthopädische Technik), ehemaliger Kultur- und Speisesaal (Häuser 44, 45, 47 – zentrales Archiv und Tischlerei), ehemaliges Direktorenwohnhaus (Haus 50, heute Krankenhausverwaltung), ehemalige Bettenhäuser (Häuser 5 – Klinik für Chirurgie und Unfallchirurgie, Haus 6 – Klinik für Chirurgie und Anästhesie, Haus 7 – Klinik für Innere Medizin, Haus 63 – Klinik für Innere Medizin B), ehemaliges Isolierhaus (Haus 9 – Klinik für Onkologie und Innere Medizin B) und Doppelwohnhaus (Haus 53); | Karl-Keil-Straße 35 (Karte)                                                                    | 1920/1921 (ehem. Verwaltungsgebäude mit Kapelle – Haus 60) | Ortsgeschichtlich, sozialgeschichtlich und baugeschichtlich bedeutsame Teile der Sachgesamtheit Heinrich-Braun-Krankenhaus (siehe Sachgesamtheit 09231123, gleiche Anschrift). Texte siehe Sachgesamtheit 09231123 | 09299823 |
| Direkt Bild zu diesem Denkmal hochladen | Ein Klinik- und ein medizinisches Funktionsgebäude, ehemals Krüppelheim und Handwerkerhaus des Krüppelheimes sowie gestalteter Park, ursprünglich zum Krüppelheim gehörend (Gartendenkmal) | Karl-Keil-Straße 39 (Karte)                                                                    | 1906 (Krüppelheim)                                         | Baulich leicht überformte Putzbauten von sozialgeschichtlicher und ortsgeschichtlicher Bedeutung. Haus 11: ehem. Krüppelheim, heute Klinik für Kinder- und Jugendchirurgie, schlichter zweigeschossiger, teilweise eingeschossiger Putzbau mit Mansardwalmdach mit Biberschwanzdoppeldeckung, Putz und Fenster vereinfacht. Haus 10: ehemaliges Handwerkerhaus, heute Klinik für Kinder- und Jugendmedizin und HNO, in diesem Gebäude wurden ursprünglich die im Krüppelheim untergebrachten Patienten ausgebildet, zweigeschossiger Putzbau, baulich leicht überformt, mit Mansardwalmdach, historischer Baumbestand, Wegeführung. Park: wertvoller Altgehölzbestand mit dendrologischen Besonderheiten, u. a. Hainbuche (carpinus betulus), Stiel-Eiche (Quercus robur), Säulen-Stiel-Eiche (Quercus robur 'Fastigiata'), Rot-Buche (Fagus sylvatica), Rosskastanie (Aesculus hippocastanum), Rotblühende Rosskastanie (Aesculus x carnea), Hemlockstanne (Tsuga canadensis), Weymouths-Kiefer (Pinus strobus), Riesen-Lebensbaum (Thuja plicata) und Rhododendren insbesondere im nordwestlichen Bereich, Wegesystem mit wassergebundener Decke und Granit-Kanten, ehem. Wege teilweise noch ablesbar. Denkmalwert: ortsgeschichtliche und sozialgeschichtliche Bedeutung. | 09231840 |
| Direkt Bild zu diesem Denkmal hochladen | Ehemalige Walderholungsstätte, später Forsthaus, bestehend aus dem heutigen Forsthaus (ursprünglich Walderholungsstätte), dem Nebengebäude und der ehemaligen Liegehalle (als Luftbad bezeichnet) | Karl-Keil-Straße 41 (Karte)                                                                    | 1910                                                       | Sozialgeschichtlich und baugeschichtlich bedeutsames Bauensemble. Forsthaus: eingeschossiger Fachwerkbau auf rechteckigem Grundriss, Fachwerkkonstruktion typisch für die Entstehungszeit um 1900, mit offener Halle zum Garten zu, Mansarddach, weiterhin erhalten Fensterläden sowie hölzerne Vorrichtungen für die Blumenkästen, Schieferdachdeckung, Sockel Ziegelmauerwerk. Seitengebäude: mit Satteldächern, T-förmigem Grundriss, Fachwerk teilweise verbrettert, originale Türen und Fenster erhalten, Verbretterung des Giebeldreiecks, vorschauende Pfettenköpfe, original um 1905, Liegehalle vermutlich verkürzt und baulich leicht vereinfacht, gehört als Nebenanlage zum Ensemble Ab 1919 Funktion als Forsthaus, davor als TBC-Heim gebaut, zunächst vermutlich das Nebengebäude errichtet, dann das Wohnhaus, die Liegehallen recht einfache, offene Konstruktionen, einfaches Rundholz mit Pultdach, Wohnhaus: offene Veranda, teilweise verglast. | 09230414 |
| Direkt Bild zu diesem Denkmal hochladen | Gasthof und Wohnhaus in halboffener Bebauung einer Häuserzeile, Teil einer Dreierhausgruppe (zugehörig Nr. 44 und 46) sowie Reste der Einfriedung und Vorgarten | Karl-Keil-Straße 42 (Karte)                                                                    | 1927                                                       | Städtebaulich und baugeschichtlich markantes Gebäude in gutem Originalzustand. Der „Gasthof zur Tanne“ ist Teil einer offensichtlich einheitlich geplanten Dreierhausgruppe, die sowohl in der Ausbildung der Fassaden als auch des Baukörpers aufeinander abgestimmt wurde. Er steht giebelständig zur Straße und wird somit zum markanten Kopfbau des Häuserensembles. Das mittlere Gebäude nimmt durch den Giebel im Dachgeschoss dieses Motiv in vereinfachter Form nochmals auf. Das Haus Nummer 46 steht dagegen traufständig im Straßenzug. Durch Vor- und Rücksprünge der Baukörper bzw. einzelner Bauteile entsteht eine spannungsvoll gestaltete Baugruppe, die auch eine einheitliche Dach- und Fassadengestaltung aufweist. Der „Gasthof zur Tanne“ ist ein dreigeschossiger Putzbau mit steilem Satteldach. Die Anordnung der Fensteröffnungen sowie deren unterschiedliche Ausbildung sind für das Erscheinungsbild des Hauses ebenso bedeutsam wie das Nebeneinander der unterschiedlichsten Baumaterialien (Putz, Sockel verkleidet mit grob behauenen Granitbossen, Fenstergewände, Giebelverzierungen und Schriftzug aus Betonwerkstein mit Porphyrmehlzusatz, Ziegeldach, Holztüren und -fenster sowie Eisengeländer). Mit großer handwerklicher und gestalterischer Sorgfalt sind die Fassaden ausgebildet, jedes Detail, beispielsweise der zweigeschossige Dreieckserker an der Giebelseite, ist gleichermaßen bedeutsam. Sowohl in der Wahl der Baustoffe als auch der Formensprache ist die Gestaltung des Hauses eher traditionellen Bauauffassungen verpflichtet, wobei Ideale des „Neuen Bauens“ durchaus eingebracht wurden. Schöpferisch werden diese für die 1920er-Jahre des 20. Jahrhunderts charakteristischen Architekturauffassungen bei der Gestaltung dieses Hauses eingesetzt, worin die künstlerische Bedeutung dieses Bauwerkes besteht. Für die Innengestaltung des Gebäudes gilt das Gesagte gleichermaßen. Auch hier wurden moderne Bauaufgaben und Lebensauffassungen verwirklicht. Das Erdgeschoss des Hauses war als Geschäftsetage mit Gaststätte, Vereinszimmer und Ladenlokal vorgesehen, in den Obergeschossen waren solide Wohnungen mit Bädern und Küchen sowie Beherbergungsräume des Gasthofes mit Gemeinschaftsbad untergebracht. Die Ausstattung der Wohnungen generell mit Bädern, annähernd gleich großen Zimmern und großzügigen Küchen entsprach den modernen Vorstellungen vom Wohnen. Es gab nicht mehr Zimmer mit ungünstigem Zuschnitt, die sich aus Zwängen der Fassadengestaltung oder ungünstigen Ecklagen ergaben. Mit Ausnahme der Zimmertüren blieb das Innere des Gebäudes erhalten. Aufgrund des ausgezeichneten Originalzustandes wird das Gebäude zu einem bemerkenswerten Zeugnis des Bauens und der Lebensweise des beginnenden 20. Jh., worin der sozial- und baugeschichtliche Wert des Gebäudes besteht. Die städtebauliche Bedeutung, die ebenfalls die Denkmalfähigkeit des Hauses bedingt, ergibt sich aus der oben beschriebenen städtebaulichen Einbindung des „Gasthofes zur Tanne“ in den Straßenzug. Einfriedung: Reste der Einfriedung (Zaunspfeiler, Mauern), die Zaunsfelder alle erneuert mit nachträglich aufgesetzten Lampen. | 09231124 |
| Direkt Bild zu diesem Denkmal hochladen | Ehemalige Walderholungsstätte für TBC-Kranke mit Haus für Erwachsene und Kinderheim, später Städtische Hautklinik (zwei Gebäude) | Karl-Keil-Straße 43 (Karte)                                                                    | 1924–1925                                                  | Original erhaltenes Ensemble aus der Zeit Mitte der 1920er-Jahre, von sozialgeschichtlicher und baugeschichtlicher Bedeutung. Kindererholungsheim: über rechteckigem Grundriss, eingeschossig, Mittelteil zweigeschossig mit halbrund vorspringendem Treppenhausturm, geschweiftes Satteldach, beiderseits jeweils eine Gaube mit Satteldach, Balkonanbauten, originale Haustür, spitzwinklige Ornamentik, Schieferdachdeckung, Tuffsteinsockel, Putzquaderungen, mitten im Wald liegender Gebäudekomplex, durch Zwischenbau miteinander verbunden, möglicherweise ehemalige Liegehalle, baulich komplett verändert. Haus für Erwachsene: zweigeschossiger Putzbau über U-förmigem Grundriss, auf der repräsentativen Eingangsseite beiderseits halbrunde, möglicherweise Treppenhausvorbauten mit vergitterten Fenstern im Erdgeschoss, Sockel Natursteinmauerwerk, in unregelmäßigem Verband, mittig angeordnete Haustür mit waagerechter Verdachung, originalen Lampen aus der Bauzeit, dreieckigem Oberlicht mit Sprosse – eine abstrahierte Pflanze darstellend, originale Haustür, einflügelig mit feststehendem schmalerem Seitenteil, originale Fenster, Walmdach, Schieferdeckung, drei originale Fahnenhalterungen, Obergeschoss leicht vorkragend sowie weit vorkragende Dächer mit verbretterten Dachunterseiten, auf der Hofseite nachträglicher Fahrstuhlanbau, Fenster flach mit dem Putz abschließend mit aufgesetztem rund profiliertem Kämpfer und Setzholz, Fenster im Obergeschoss unmittelbar an der Traufe angeordnet, Haus teilweise schon durch modernes Bauen der 1920er-Jahre beeinflusst. | 09231472 |
| Direkt Bild zu diesem Denkmal hochladen | Wohnhaus in geschlossener Bebauung, Teil einer Häuserzeile (zugehörig Nr. 42 und 46) | Karl-Keil-Straße 44 (Karte)                                                                    | 1928                                                       | Städtebaulich und baugeschichtlich bedeutsames Gebäude in gutem Originalzustand. Dreigeschossig, sechs Achsen sowie dreieckiger Erker, jeweils 1 × 1 Achse, über das gesamte Haus zweiachsiger Dacherker, zwei Schleppgauben, die Fassadengliederung heute durch aufgeputzte Fenstereinfassungen die Fassadenfläche olivgrün gefärbt, die Fenster- und Türeinfassungen porphyrrot gefärbt, dreieckiges Oberlichtfenster im Hauseingang, Sockel Naturstein, Satteldach. | 09231125 |
| Direkt Bild zu diesem Denkmal hochladen | Wohnhaus in halboffener Bebauung, Teil einer Häusergruppe (zugehörig Nr. 42 und 44) | Karl-Keil-Straße 46 (Karte)                                                                    | 1928                                                       | Von großer städtebaulicher sowie baugeschichtlicher Bedeutung. Vierachsiger, zweigeschossiger Putzbau mit Walmdach und Schleppgauben, regelmäßig angeordneten Rechteckfenstern, grüner Putzabfärbung mit porphyrroter Einrahmung der Fenster, gleich gestaltete Häusergruppe wie der Gasthof „Zur Tanne“. | 09231126 |
| Direkt Bild zu diesem Denkmal hochladen | Gaststätte mit Ausstattung | Königswalder Straße 12 (Karte)                                                                 | 2. H. 19. Jh.                                              | Einfacher Putzbau mit sehr guter Gaststättenausstattung, von bau- und sozialgeschichtlicher Bedeutung. Eingeschossiger, breit gelagerter Putzbau, vier Achsen, zwei Eingangstüren traufseitig, Haus nachträglich um eine Fensterachse verlängert, Satteldach, ursprünglich mittig angeordneter dreiachsiger Dacherker mit Schleppdach und Satteldach, Hauseingangstür mit massiver Verdachung, im Inneren Holzvertäfelungen, Holzbänke, auf der Gartenseite massiver Verandaanbau von 1932 und davor hölzerne Gartenterrasse mit Bleiglasfenster, Farbglas und Bleiglasfenster an den Oberlichtern der Terrassenfenster. | 09230443 |
| Direkt Bild zu diesem Denkmal hochladen | Mietshaus in Ecklage in offener Bebauung | Marienthaler Straße 117 (Karte)                                                                | 1901                                                       | Mit Laden, Klinkermischbau, von großem städtebaulichem und baugeschichtlichem Wert. Erdgeschoss Putz verändert, beide Obergeschoss orangeroter Klinker, polygonale Eckausbildung, Eckrisalit, Erdgeschoss Ladenfront verändert, aufwändige Fenstereinfassungen und Dekorationen der Fensterbrüstungen mit floralen Motiven, an der Ecke zweigeschossiger Erker über rechteckigem Grundriss, im Dachgeschoss als Balkon mit Balusterbrüstung, am Erker kannelierter Pfeiler, Fensterbrüstung mit Dreischneuss, volutenartige Kragkonsolen unter dem Erker, Reihung von Gauben, Satteldach, Ecke viergeschossig. | 09230659 |
| Direkt Bild zu diesem Denkmal hochladen | Mietshaus in offener Bebauung | Marienthaler Straße 129 (Karte)                                                                | bez. 1910                                                  | Mit Ladenzone im Erdgeschoss, charakteristisches Beispiel der Reformarchitektur nach 1900 mit ausgewogener Kubatur und Gliederung sowie wenigen, aber akzentuierenden Schmuckelementen, dominiert von zwei Giebeln, baugeschichtlich bedeutend. Datierung 1910 über seitlichem Eingang. | 09230664 |
| Direkt Bild zu diesem Denkmal hochladen | Wohnstallhaus eines ehemaligen Dreiseithofes, später Kindergarten | Marienthaler Straße 155 (Karte)                                                                | 1792 Dendro, Dachwerk                                      | Traditionelles Fachwerkhaus in sehr gutem Originalzustand von großer bau- und stadtgeschichtlicher Bedeutung. Zweigeschossiges Gebäude über rechteckigem Grundriss, Erdgeschoss massiv und verputzt, Fachwerkobergeschoss mit engstiligem Fachwerk, in jedem Gefach Streben, regelmäßig angeordneten Rechteckfenstern, Giebel verschiefert, Satteldach, rückwärtig an Stelle des Wasserhauses etwas vergrößerter eingeschossiger Massivbau mit Satteldach, hofseitig großer Dachüberstand, an der Traufseite Wetterschrägen, Giebeldreieck verbrettert, durch die Nutzung als Kindergarten Notausstiegstreppe vorgelagert und im Erdgeschoss Veränderungen der Fensteröffnungen, aber ansonsten sehr guter Originalzustand vom Dachgeschoss und Obergeschoss. Von den Wirtschaftsgebäuden des ehemaligen Dreiseithofes sind heute nur noch Reste erhalten, die nicht unter Denkmalschutz stehen. | 09230666 |
| Direkt Bild zu diesem Denkmal hochladen | Wohnstallhaus, Scheune sowie zwei Seitengebäude eines Vierseithofes | Marienthaler Straße 160 (Karte)                                                                | 1888 (hinteres Seitengebäude)                              | Original erhaltener Bauernhof mit gut erhaltener Bausubstanz von stadtgeschichtlicher sowie hausgeschichtlicher Bedeutung. Wohnstallhaus: zweigeschossig, Fachwerkobergeschoss, teilweise verschiefert, Erdgeschoss massiv verputzt, Fenstergewände nicht erhalten, vermutlich um 1920 unterfahren, Satteldach, straßenseitiges Seitengebäude: zweigeschossig, Fachwerkobergeschoss, beide Giebel massiv, das Fachwerk verschiefert, Erdgeschoss massiv verputzt, flach geneigtes Satteldach, um 1900, hinteres Seitengebäude: zweigeschossig, Erdgeschoss massiv, Fachwerkobergeschoss, regelmäßiges Ständerfachwerk mit Satteldach, Mitte 19. Jahrhundert, Scheune: eingeschossig mit Drempel, Fachwerk, Drempel verschiefert, Satteldach, um 1800. | 09230667 |
| Direkt Bild zu diesem Denkmal hochladen | Zwei Seitengebäude und Scheune sowie Miststatt und Einfriedung eines Vierseithofes | Marienthaler Straße 160a; 162 (Karte)                                                          | um 1680 (vorderes Seitengebäude)                           | Noch geschlossen erhaltener Bauernhof von großer stadtgeschichtlicher und auch baugeschichtlicher Bedeutung. Wohnstallhaus: umgebaut, kein Denkmal, Seitengebäude vorn straßenseitig: längsrechteckiger Grundriss, Erdgeschoss massiv, Fachwerkobergeschoss mit gezapften Kopfstreben und Feuerböcken, Bauzeit um 1680, steiles Satteldach, Scheune: eingeschossig mit Drempel, Klinkermischbauweise, flach geneigtes Satteldach, um 1910, Seitengebäude seitlich, gegenüber vom Wohnstallhaus: zweigeschossiger Massivbau, Ziegelbauweise verputzt, Satteldach, grundlegender Umbau im hinteren Bereich, Miststatt hinter dem Wohnstallhaus, Ziegelmauerwerk verputzt, Denkmalwert: wichtigstes Gebäude des Hofes ist das straßenseitige Wirtschaftsgebäude mit einer gut erhaltenen und seltenen Fachwerkkonstruktion, ansonsten ist der Hof nur stadtgeschichtlich wichtig als Zeugnis der ehemaligen Dorfbebauung im Bereich des Stadtgebietes, die beiden anderen Seitengebäude (Scheune und Seitengebäude) sind minderwertig und relativ einfach in ihrer Gestaltung. | 09230665 |
| Direkt Bild zu diesem Denkmal hochladen | Dachkonstruktion des Wohnstallhauses und Torhauses sowie Teich eines Vierseithofes | Marienthaler Straße 163 (Karte)                                                                | um 1800 (Torhaus)                                          | Bemerkenswerte Zeugnisse ländlicher Architektur ihrer Zeit, von ortsgeschichtlicher und baugeschichtlicher Bedeutung. Wohnstallhaus: um 1800, mehrfach umgebaut, lediglich der Dachstuhl in seiner Dimension und Qualität einschließlich der profilierten Traufe weisen Denkmalwert auf, hohes Krüppelwalmdach, Torhaus: um 1800, Erdgeschoss massiv, teilweise Lehmwellerwände, seitlich Tordurchfahrt, Fachwerkobergeschoss, gezapfte Streben, regelmäßiges Fachwerk, Zweiriegelreihen, Satteldach, Biberschwanzdoppeldeckung, Obergeschoss Fachwerkzwischenwände mit Lehmausfachung und verschiedenen Putzritzmustern. Dem Hof vorgelagert Teich mit alten Weiden. Hintere Traufseite des Wohnstallhauses vermutlich auch Fachwerkobergeschoss, dort zweigeschossiger massiver entstellender Anbau, das hintere Seitengebäude vermutlich massiv ohne Denkmalwert, aber bleibt vorläufig auf Grund der Ensemblewirkung auf der Denkmalliste. | 09230668 |
| Direkt Bild zu diesem Denkmal hochladen | Bauernhof bestehend aus Wohnstallhaus, Torhaus, Scheune und Seitengebäude sowie Hofpflasterung | Marienthaler Straße 171 (Karte)                                                                | bez. 1771                                                  | Geschlossen erhaltenes Bauensemble von großer hausgeschichtlicher sowie stadtgeschichtlicher Bedeutung. Gast- und Wohnhaus: im Stubenbereich Holzeinschubdecke mit Holzbalken profiliert mit Schiffchenkehlung, an der Schiffchenkehlung Herz und bezeichnet 1771 sowie Blumenornament, Wohnstallhaus: heute zum Gasthof umgebaut, auf rechteckigem Grundriss, zweigeschossig, Erdgeschoss Bruchsteinmauerwerk mit Hohlkehlung, heute teilweise nur verputzt, Fenstergewände mit Hohlkehlung, Fachwerkobergeschoss, nicht mehr ganz einheitlich erhalten, K-Streben, gezapfte Holzverbindungen, zweiriegelig, Satteldach, im Stallbereich dreischiffig, böhmisches Kappengewölbe, Natursteinsäulen, im Flurbereich preußisches Kappengewölbe über Gurtbögen, im Wohnstubenbereich ehemalige Holzdecke, Einschubbretter nicht mehr erhalten, dafür aber Unterzüge stark profiliert mit Schiffchenkehlung und dort bezeichnet 1771, im Fachwerkobergeschoss Konstruktion ebenso wie im Dachstuhl erhalten, vor dem Wohnstallhaus im Hof Heiste, teilweise noch mit Flusskieselpflasterung erhalten, davor befand sich der ehemalige Misthaufen – heute noch erkennbar, Torhaus: eingeschossig, Tordurchfahrt, Holztor erneuert, Fachwerk, Satteldach, heute Biberschwanzdoppeldeckung, hinteres Seitengebäude: ehemals Feldseite, Erdgeschoss massiv, Fachwerkobergeschoss verkleidet, Durchfahrt zum Feld, Satteldach, Scheune: eingeschossig mit Drempelgeschoss, Drempel verbrettert, Erdgeschoss Fachwerk, flach geneigtes Satteldach, heute zur Gaststätte umgebaut, ehemalige Tenne ist heute Gastraum. | 09230670 |
| Direkt Bild zu diesem Denkmal hochladen | Parkanlage des Pauluskirchplatzes sowie Denkmal (Kriegerdenkmal Deutsch-Französischer Krieg, zugleich König-Albert-Denkmal) | Pauluskirchplatz (Karte)                                                                       | 1957, in der Anlage zum Teil älter                         | Stadtentwicklungsgeschichtlich und städtebaulich wichtige Anlage. Krieger- und König-Albert-Denkmal: Granitobelisk aus rotem Granit mit Stufen, ursprünglich mit Medaillon (dieses nicht erhalten) sowie Inschrift: „Hermann Dölling, Julius Runst, Anton Pöhler, Julius Beckert, Karl Pelzsche, Karl Baumann gewidmet von den Vereinigten Militärvereinen Zw. Marienthal“, auf der anderen Seite des Obelisken eingeritzte Schrift: „1870–71.“ sowie eisernes Kreuz, das Denkmal wurde am 4. September 1904 enthüllt, steht westlich der Pauluskirche, es handelt sich hierbei um einen Obelisken von 4,1 m Höhe. Grünanlage: mit Bezug zur Pauluskirche und diese Kirche umgebend, vor dem Denkmal Beet mit Einfassung, drei ineinandergreifende Kreise bildend, weiterhin Platzeinfassung mit Theumaer Schiefer, Reste des ursprünglichen Großgrüns, der ursprünglichen Wegeanlage und Platzgestaltung erhalten. Beschreibung des Gartendenkmals: (Nora Kindermann, 12. Januar 2012.) Der Pauluskirchplatz wurde gegen Ende der 1950er-Jahre in seiner jetzigen Form angelegt/umgestaltet. Im Garten- und Friedhofsamt der Stadt Zwickau haben sich zwei Planungsvarianten erhalten, von denen eine der jetzigen Gestaltung nahezu entspricht. Dieser Plan ist datiert auf den 19. Oktober 1957 und unterzeichnet von Sperling. Auf diesen Plänen ist auch zu sehen, dass sich zu dieser Zeit noch ein Wohnhaus auf dem nordöstlichen Flurstück Nummer 104 befand. Der Bruch in der Gestaltung ist auch heute noch deutlich ablesbar. Bauliche Schutzgüter: Gebäude: Pauluskirche (Einzeldenkmal) Wegesystem: Einfache Durchwegung mit platzartiger Aufweitung im Südwesten des Platzes, auf den Hauptwegen Polygonalplatten aus Theumaer Schiefer, im Kinderspielbereich wassergebundene Decke, alle Kanteneinfassungen aus Theumaer Schiefer. Denkmal: Krieger- und König-Albert-Denkmal, Obelisk aus rotem Granit (Beschreibung siehe oben). Vegetation: (keine Beschreibung). Baumreihen: Baumreihen aus Winterlinde (Tilia cordata) auf der Nord- und Südseite des Platzes. Einzelbäume: Zeittypische Bepflanzung aus Sand-Birken (Betula pendula), Zieräpfel (Malus floribunda), Feldahorn (Acer campestre), die Winterlinden (Tilia cordata) stammen vermutlich bereits aus früherer Anlagephase. Hecken und Sträucher: Geschnittene Hainbuchenhecke (Carpinus betulus) um die Südwestecke der Anlage, freiwachsende Zierstrauchhecken in der Anlage, bestehend u. a. aus Goldglöckchen (Forsythia intermedia), Hartriegel (Cornus sanguinea), Flieder (Syringa vulgaris), Bauernjasmin (Philadelphus spec.), Haselnuss (Corylus avellana), Weigelie (Weigela floribunda), Schneeball (Viburnum opulus), Liguster (Ligustrum vulgare), Mahonie (Mahonia aquifolium), Eibe (Taxus baccata), um das Kriegerdenkmal größerer Bestand aus Wacholder (Juniperus spec.), Stauden: Staudenfläche in ihrer Ausdehnung original erhalten, Bepflanzung pflegeleicht aber nicht zeittypisch mit Waldmarbel (Luzula sylvatica), Geißbart (Aruncus dioicus), Golderdbeere (Waldsteinia ternata), Denkmalwert: gartenhistorisch (Platzanlage in der Gestaltung der 1950er-Jahre). | 09231717 |
| Weitere Bilder                          | Kirche (mit Ausstattung) und Kirchhof | Pauluskirchplatz 1 (Karte)                                                                     | 1899–1901                                                  | Kirchenbau mit Nordwestturm, typische Stadtkirche von stadtgeschichtlicher, architekturgeschichtlicher und baukünstlerischer Bedeutung. Orangeroter Klinkerbau mit repräsentativen Eingängen sowohl an der West- als auch an der Nordseite, an der Westseite mit Inschrift: „KÄMPFE DEN GUTEN KAMPF DES GLAUBENS“, originale Haustür, Rechteckturm seitlich mit halbrunder Apsis, in der Südwestecke Eingang mit kurzer Säule, ebenfalls sehr schöner originaler Haustür mit verzierten Langbändern, an der Südseite unter den Fenstern Wappen mit Handwerksdarstellungen, eine Darstellung für den Zimmermann mit Hobel und Winkel und Stemmeisen, unter dem zweiten Fenster Handwerk des Kupferklempners darstellend mit Kupferkessel und den entsprechenden Hämmern, unter dem nächsten Fenster Zirkel, Hammer (möglicherweise Schieferdeckerwerkzeug), unter dem nächsten Fenster Steinmetzwerkzeug mit dem entsprechenden Messzirkel und einem Holzhammer, der Fassade vorgelagert Strebepfeiler, südöstlich Zugang zur Sakristei, Sockel gesamt Polygonmauerwerk aus Granit, Chor im Osten polygonal ausgebildet mit Strebepfeilern, dort unter dem Fenster Wappen mit Bezeichnung 1899/1901, in der Nordostecke polygonale Kapelle, am Fenster des Chores Schlosserwerkzeug mit Schlüsseln, Beißzange und Hammer und Vorhängeschloss, nächstes Fenster an der Westseite am Schiff Wappen mit Zirkel und Dreieck und Hausdarstellung – das Handwerk des Architekten symbolisierend, nächstes Wappen nicht eindeutig klärbar, wahrscheinlich eine Lehre, eine Kelle und ein Maurerhammer, allerdings in Rüstung, nächstes Fenster mit Wappendarstellung vermutlich Zimmermannshandwerk mit Zimmermannsbeil und Dreieck, weiteres Wappen mit Darstellung des Steinmetzen, Scharriereisen, entsprechende Meißel, Winkel und Holzhammer (Schlägel?), repräsentativer Eingang an der Westseite mit vorgelagerter Treppe, aufwändigem Tor, beiderseits Nischen mit Muschelornamente abschließend, eine Art Stufenportal, im Bogenfeld Terrakotta-Relief mit Blumendarstellungen, über dem Eingang Inschrift: „NUN ABER BLEIBET GLAUBE HOFFNUNG LIEBE“ sowie Kreuz, ebenfalls weiterhin Blumendarstellungen sowie Alpha und Omega, hohes Tonnengewölbe, Altar aus Cottaer Sandstein und französischem Kalkstein von Alfred Klinck, Kreuzigungsgruppe aus Marmor und Alabaster, farbensatte Glasmalerei der großen Fenster des Altarraumes, Kirchturm 67 m hoch. | 09230769 |
| Direkt Bild zu diesem Denkmal hochladen | Pfarrhaus der Pauluskirche | Pauluskirchplatz 2 (Karte)                                                                     | 1715                                                       | Gut erhaltener Fachwerkbau, teilweise verkleidet bzw. verputzt, von stadtgeschichtlicher, städtebaulicher und baugeschichtlicher Bedeutung. Zweigeschossiger, breit lagernder Bau mit massivem Erdgeschoss, Obergeschoss Fachwerk verputzt bzw. verkleidet, Krüppelwalmdach mit Dreiviertelschopf, Erdgeschoss vermutlich Bruchsteinmauerwerk, Pfarrhaus neben der Kirche stehend, wichtig als Ensemble, gehörte zum Vorgängerbau der heutigen Kirche, die vermutlich an gleicher Stelle errichtet wurde, gehörte noch zu dem ehemaligen Dorf Marienthal, an der Kirchentraufseite zweiflügelige Kassettenhaustür mit schmalem gesprossten Oberlicht, etwa um 1850. | 09230770 |
| Direkt Bild zu diesem Denkmal hochladen | Schule | Pauluskirchplatz 5 (Karte)                                                                     | 1890                                                       | Gut original erhaltene Klinkerbau von bau- und ortsgeschichtlicher Bedeutung. Dreigeschossiger, breit lagernder Bau über winkelförmigem Grundriss mit rückwärtigem eingeschossigem Turnhallenanbau traufseitig mit der Schule verbunden, Gurtgesims mit Zahnschnittfries, Lisenengliederung, Konsolfries am Kranzgesims, alles roter Klinker, Segmentbogenfensteröffnungen, breit liegende Formate, mehrflügelig, Fenster nicht original, repräsentative Eingangsfront, dort polygonal ausgebildete zwei Achsen, Haustür nicht original erhalten, ebenso die Inschriften der eingelassenen Schriftfelder nicht erhalten, ab 1904 V. Bezirksschule, Abbruchgenehmigung für die Turnhalle 2015. | 09230771 |
| Direkt Bild zu diesem Denkmal hochladen | Sachgesamtheit bestehend aus 5 Wohnblöcken | Steinpleiser Straße 19; 21; 23; 25; 27; 29; 31; 33; 35; 37 (Karte)                             | 1953                                                       | Beispiel des sozialen Wohnungsbaus der 1950er-Jahre von baugeschichtlichem, sozialgeschichtlichem und städtebaulichem Wert (alle Sachgesamtheitsteile). Steinpleiser Straße 19, 21 (Typ ZW3Y): dreigeschossiger, breit gelagerter Putzbau mit Klinkersockel, sehr schöner Türeinfassung, roter Kunststein mit Verdachung sowie mittig angeordnet im Erdgeschoss zwei Zwillingsfenster mit Werksteineinfassung und Werksteinverdachung, regelmäßig angeordnete Rechteckfenster, Treppenhäuser mit größeren Fenstern und Rundfenstern, Zwischenbau im rechten Winkel angeordnet mit Durchgang, eingeschossiger Putzbau, Satteldach, Biberschwanzdeckung sowie Dachreiter mit Pyramidenhelm. Steinpleiser Straße 23, 25 (Typ ZW3): siehe Nummer 19 und 21, gleiche Gestaltung, Laden mit großer Schaufensterfront an der Giebelseite, Häuser heute alle mit Vollwärmeschutz versehen, Satteldach. Steinpleiser Straße 27, 29 (Typ ZW3): gleiche Gestaltung wie Nummer 19 und 21, sowie Nummer 23 und 25, Dachabschluss durch Walmdach. Steinpleiser Straße 31,33 und 35, 37(Typ ZW2): gleiche Gestaltung wie Nummer 19 und 21, Nummer 23 und 25 sowie Nummer 27 und 29, Dachabschluss durch Walmdach. | 09231644 |
| Direkt Bild zu diesem Denkmal hochladen | Häuslerhaus | Südblick 3 (Karte)                                                                             | um 1800                                                    | Kleines Fachwerkhaus von baugeschichtlichem und stadtentwicklungsgeschichtlichem Wert. Als Zeugnis des ehemaligen Dorfes, welches durch die Eingemeindung einen städtischen Charakter erhielt zweigeschossiges Gebäude über rechteckigem Grundriss, 2 × 4 Fensterachsen, Erdgeschoss massiv möglicherweise Bruchstein, Obergeschoss Fachwerk, kleine regelmäßig angeordnete Rechteckfenster, Verschieferungen, Satteldach, Fachwerk vermutlich ungestört erhalten. | 09230957 |
|                                         | Sachgesamtheit bestehend aus: Herrenhaus (Einzeldenkmal, siehe Obj. 09302621), Wirtschaftsgebäude und ehemaliger Pferdestall (alle Sachgesamtheitsteile) eines Rittergutes | Hoferstraße 83 (ehemals Südblick 6) (Karte)                                                    | 1866 (Wirtschaftsgebäude rechts)                           | Bau- und ortsgeschichtlich bemerkenswertes Ensemble in gutem Originalzustand. Herrenhaus: zweigeschossiger repräsentativer Putzbau auf längsrechteckigem Grundriss, Putz- und Wandöffnungsverhältnis verändert, profiliertes Kranzgesims, Mansardwalmdach, einachsiger Dacherker, Bekrönung verändert sowie beiderseits des Dacherkers jeweils drei kleine Gauben mit Satteldach, auch an der Giebelseite drei Gauben mit Satteldach, Haus womöglich im Inneren wie im Äußeren baulich verändert jedoch sind die Umfassungswände und vielleicht auch die Raumstrukturen sowie die Kubatur des Gebäudes erhalten, der Wert des Gebäudes besteht in seiner großen orts- aber auch baugeschichtlichen Bedeutung. Pferdestall: gegenüber dem Herrenhaus an der Westseite des Hofes liegend, eingeschossiger Massivbau mit großem Holztor, Satteldach sowie Schauer auf Holzsäulen gestellt, ehemals als Pferdestall genutzt, Wirtschaftsgebäude: nordöstlich des Hofes, eingeschossiger Winkelbau in Klinkermischbauweise mit großen Putzflächen und Klinkerlisenen, Zahnschnittfries sowie Würfelfries am Kranzgesims, Dreieckgiebel mit Rundfenster, Satteldach, große nachträgliche Holztore. Denkmalwert der Gesamtanlage: ortsgeschichtliche Bedeutung als wichtiger Zeuge der Ortsgründung und wichtigstes Wirtschaftsgut sowie städtebauliche Bedeutung auf Grund der benachbarten Lage zur Kirche. Anmerkung: nordwestliches Seitengebäude (an den Pferdestall anschließend) kein Denkmal. Weiterhin zwischen Herrenhaus und Pferdestall befindlicher zweigeschossiger Massivbau kein Denkmal. | 09231145 |
|                                         | Einzeldenkmal o. g. Sachgesamtheit: Herrenhaus des Rittergutes | Hoferstraße 83 (ehemals Südblick 6) (Karte)                                                    | 2. H. 18. Jh.                                              | Bau- und ortsgeschichtlich bedeutend in gutem Originalzustand (siehe auch Sachgesamtheit 09231145, gleiche Anschrift). Zweigeschossiger repräsentativer Putzbau auf längsrechteckigem Grundriss, profiliertes Kranzgesims, Mansardwalmdach, einachsiger Dacherker hofseitig, Bekrönung verändert sowie beiderseits des Dacherkers jeweils drei kleine Gauben mit Satteldach (ursprünglich Schleppgaupen), auch an der Giebelseite drei Gauben mit Satteldach (ursprünglich Schleppgaupen), Putzfassaden vereinfacht, im Inneren Raumstrukturen, mehrere barocke Stuckdecken, Gewölbe, barockes Treppengeländer, originale Türen, Treppenhaus etc. erhalten, bauzeitlicher Dachstuhl erhalten, der Wert des Gebäudes besteht in seiner großen orts- aber auch baugeschichtlichen Bedeutung. | 09302621 |
| Direkt Bild zu diesem Denkmal hochladen | Häusleranwesen | Südblick 8 (Karte)                                                                             | 18. Jh.                                                    | Original erhaltenes Fachwerkhaus, mit verputztem oder verschiefertem Fachwerk-Obergeschoss, von hausgeschichtlicher und ortsgeschichtlicher Bedeutung. Zweigeschossig, 2 × 5 Achsen, Erdgeschoss massiv Bruchstein vermutlich unterfahren, Hauseingang und Türen verändert, Fachwerkobergeschoss traufseitig verputzt, giebelseitig verschiefert in alter traditioneller Verschieferung, Satteldach mit Biberschwanzdoppeldeckung, Haus leer stehend, schlechter Bauzustand, eines der letzten original erhaltenen Fachwerkhäuser, die an die ursprüngliche ländliche Bebauung des heutigen Ortsteils Marienthal erinnert, möglicherweise vor 1750 erbaut | 09230958 |
| Direkt Bild zu diesem Denkmal hochladen | Sachgesamtheit Wohnsiedlung Ulmenweg, mit fünf Einfamilienhäusern und zugehörigen Hausgärten (alle Sachgesamtheitsteile) | Ulmenweg 60; 62; 64; 66; 68 (Karte)                                                            | 1933                                                       | Zeittypische, noch vom Heimatstil geprägte Putzbauten von baugeschichtlichem, sozialgeschichtlichem und städtebaulichem Wert. 1 1/2-geschossige Putzbauten über rechteckigem Grundriss, Fensteröffnungen annähernd quadratisch bis zu liegenden Fensterformen, teilweise Fenster zu Fensterbändern zusammengefasst, die ursprünglich an den Erdgeschossfenstern angebrachten Fensterklappläden blieben noch teilweise erhalten, die ursprüngliche Eingangssituation wurde zumeist verändert, über den geschlossenen Veranden des Erdgeschosses befinden sich in den Obergeschossen Balkone, weiterhin in den Obergeschossen markante Erker über halbkreisförmigen Grundflächen, im Inneren befanden sich ursprünglich in den Erdgeschossen das Wohnzimmer, das Herrenzimmer und die Küche und in den Obergeschossen (Dachgeschossen) zwei Schlafzimmer und Kammern. | 09301976 |
| Direkt Bild zu diesem Denkmal hochladen | Sachgesamtheit Häuserzeile mit sechs Reihenhäusern und Vorgärten (alle Sachgesamtheitsteile) | Virchowplatz 1; 1a; 3; 5; 7; 9 (Karte)                                                         | 1929                                                       | Einheitlich gestaltete Häuserzeile von städtebaulicher, baugeschichtlicher und sozialgeschichtlicher Bedeutung. Robert-Koch-Straße 16g: dreigeschossig, sechs Achsen, Putzbau, in der Gliederung vermutlich vereinfacht, Satteldach, Gauben mit halbrundem Abschluss aus Blech, nachträglich die Fenster auch erneuert, aber auf Grund des städtebaulichen Wertes gehört das Gebäude zum Ensemble dazu. Virchowplatz 1: dreigeschossiger Kopfbau der Häuserzeile mit regelmäßig angeordneten fast quadratischen Fenstern mit Fensterläden, diese Fensterläden mit Lamellen, leichte erkerartige Vorsprünge sowohl an der Giebel- als auch an der Traufseite, beide mit Pultdach, Haus mit Satteldach, heute Dachliegefenster, schlichte geschlossene Gestaltung, nachträglich mit Putzverzierungen dekoriert, dekorierte Fassade, daher große städtebauliche Bedeutung. Virchowplatz 1a: Kopfbau der Häuserzeile. Virchowplatz 3: Teil einer gleichartig gestalteten Häuserzeile, beiderseits erkerartige Vorsprünge, Hauseingang in der Mitte der Traufseite, ansonsten gleiche Gestaltung wie der Kopfbau, mittig zweiachsiger großer Dacherker mit Schleppdach, ansonsten Satteldach. Virchowplatz 5: siehe Nummer 3, FS 639, Virchowplatz 9: fünfgeschossig mit Drempelgeschoss mit Rundfenstern, flach gedecktes annähernd quadratisches Gebäude, in Putz- und Fensterausführung verändert, ursprünglich Kellenputz in Fächerform, dieser heute nicht mehr erhalten, als Kopfbau der Häuserzeile besonderer städtebaulicher Wert. | 09230972 |
| Direkt Bild zu diesem Denkmal hochladen | Wohnblock (mit zwei Eingängen) in offener Bebauung | Virchowplatz 11; 13 (Karte)                                                                    | um 1930                                                    | Ähnlich gestaltetes Gebäude wie die benachbarte Bebauung, daher von städtebaulichem sowie baugeschichtlichem Wert. Breit gelagerter, dreigeschossiger Putzbau mit acht Achsen, regelmäßig angeordneten liegenden Rechteckfenstern mit Fensterläden, diese mit Lamellen, Walmdach mit Biberschwanzdeckung, Fenster dreigliedrig mit Oberlichtern, an den Ecken Fensterbankgesimse unter den Fenstern. | 09231841 |
| Direkt Bild zu diesem Denkmal hochladen | Gedenkstein für den früheren Vorsitzenden des Erzgebirgszweigvereins Zwickau, Prof. Dr. Ernst Fritsche im Stadtwald Zwickau | Waldparkstraße (Karte)                                                                         | 1910                                                       | | 09231156 |
| Direkt Bild zu diesem Denkmal hochladen | Vierseithof bestehend aus altem Wohnstallhaus (mit Umgebinde), neuem Wohnstallhaus, Scheune und Torhaus (Seitengebäude) und Hofpflasterung | Waldstraße 12 (Karte)                                                                          | 1707 Dendro (altes Wohnstallhaus)                          | Baugeschichtlich und stadtgeschichtlich bedeutsamer Baukomplex, besonders wertvoll das alte Wohnstallhaus mit altertümlicher Fachwerk-Konstruktion (Kopfstreben, geschweifte Andreaskreuze). Altes Wohnstallhaus, außen: zweigeschossiges Fachwerkhaus mit teilweise massivem Erdgeschoss, im Stubenbereich Umgebindekonstruktion und Blockstube erhalten, das Haus wurde giebelseitig um zwei Fensterachsen erweitert, Bauzeit zwischen 1650 und 1680, Erweiterung zwischen 1780 und 1800, Stubenbereich: Blockwände im unteren Bereich durch Bruchsteinmauerwerk ersetzt, Ständer des Umgebindes vermutlich gekürzt, heute auf Bruchsteinsockeln, Knaggen mit Kielbogen geschmückt, in Ständer gezapft, originale Kreuzstockfenster mit Holzeinfassungen und Holzsohlbank aus der Erbauungszeit, Stall- und Eingangsbereich: Bruchsteinmauerwerk verputzt, ursprünglich Fachwerkkonstruktion mit Ausnahme der giebelsichtigen Erweiterung, ein Hauseingang, ein Kellerzugang und zwei Stalltüren, Obergeschoss: Rähm zwischen Erdgeschoss und Obergeschoss mit Zahnschnittfries, über dem Stubenbereich Inschrift: „WER GOTT VERTRAUT, HAT WOHL GEBAUT IM HIMMEL UND AUF ERDEN.“ Obergeschoss leicht vorkragend, Schwelle profiliert mit Schiffchenkehlen, Fachwerkkonstruktion im alten Hausteil mit geschweiften Andreaskreuzen (pro Gefach ein Andreaskreuz), weiterhin aufgeblattete Kopfstreben, Mitteldrehflügelfenster, neuerer Hausteil mit gezapften Fachwerkstreben, Dachgeschoss: Krüppelwalmdach, ursprünglich Satteldach, Umbau vermutlich um 1800, Schieferdeckung, drei Gauben zweireihig angeordnet, altes Wohnstallhaus, innen: Eingangsbereich: rechts Türöffnung zum Stall mit Holzrahmen, über der Tür Inschrift: „David Richter, Bauherr“, links neben Eingang gemauerter Kellerhals, Ziegelmauerwerk, vermutlich umgebaut, Ställe: unter altem Hausteil befindet sich Stall in rechter Haushälfte aus Umbauphase um 1800, Stallfensterlaibungen und Türöffnungen mit Korbbögen, böhmisches Kappengewölbe in Eingangsbereich sowie im Bereich des Stalls gebußtes Kreuzgratgewölbe, Stall im Anbau: separater Eingang hofseitig, als Pferdestall gebaut, Fensterlaibungen mit Korbbögen, böhmisches Kappengewölbe, die gleiche Gestaltung wie der benachbarte Stall lässt die Vermutung zu, dass beide gleichzeitig gebaut wurden, Stube: teilweise gut erhaltene Blockwände, profilierte Unterzüge mit Schiffchenkehlung, Unterzüge wurden im Zusammenhang mit dem Einbau eines Schweinestalls gekürzt, spätere Auflager der Unterzüge ebenfalls profiliert, zwischen der Decke der Stube und dem Fußboden des Obergeschosses befindet sich ein Hohlraum von ca. 50 cm Höhe, Keller: Haus teilunterkellert, zugänglich vom Hof über separaten Eingang, zwei tonnengewölbte Keller, rechtwinkelig zueinander angeordnet im Kellertreppenbereich Nische für Belichtung des Kellers, Kämpferbereich der Gewölbe setzt am Fußboden an, Obergeschoss: Kammer über der Stube: im Giebelbereich Fensteröffnungen mit Schiene für Schiebeläden innen, Wände fachwerksichtig und gekalkt, Bretterwand zum Hausflur, dort verbunden, alle Holzverkleidungen geblattet, Fußboden teilweise mit Schwartenbelag mit Lehmstrich (Bereich des alten Schüttbodens). Scheune: anderthalbgeschossig, zwei große Holztore, einfache strebenreiche Fachwerkkonstruktion, Giebel massiv mit Klinkern, Satteldach, 1891 kompletter Neubau, Zweites jüngeres Wohnstallhaus: 1848 Neubau, baulich überformt und vereinfacht mit Segmentbogenfenstern, Garage statt Stalltür, Stall zweischiffig mit Säulen, Gurtbögen und Kappengewölbe, Krüppelwalmdach, Haus ist nur Komplettierung der Hofanlage, beiderseits dieses Wohnstallhauses befinden sich zwei Tore mit Pforten bzw. Holztor. Torhaus: engstilige Fachwerkkonstruktion mit Kopfstreben und Streben, alle Holzverbindungen gezapft, große Tordurchfahrt, am rechten Teil vom Hof aus gesehen ursprünglich Stall, Block teilweise erhalten auch innerhalb der Tordurchfahrt, untere Bereiche der Gefache ausgeblockt, Sockel Ziegelmauerwerk bzw. Natursteinmauerwerk, Satteldach mit Handstrichbiebern und Spliesdeckung, um 1750, Kehlbalkendach mit Unterzug, Mittelpfette, alle Holzverbindungen gezapft, an der äußeren Traufseite des Torhauses bemerkenswerte Fachwerkkonstruktion, parallel liegende Streben zwischen Schwelle und Rähm sowie Kopfstreben, teilweise auch lebensbaumartig angeordnet als V-Streben, Dachkonstruktion am Torhaus: Dach leicht vorkragend, auf die Deckenbalken ist eine Fußpfette aufgekämmt, auf diese wiederum die Sparren. | 09230973 |
| Direkt Bild zu diesem Denkmal hochladen | Wohnstallhaus, vermutlich eines ehemaligen Bauernhofes | Waldstraße 23 (Karte)                                                                          | um 1800, bez. 1779d                                        | Markanter original erhaltener Fachwerkbau von baugeschichtlicher und stadtgeschichtlicher Bedeutung. Longitudinalbau, Erdgeschoss massiv unterfahren, verputzt, Fachwerkobergeschoss, engstilig, strebenreich, alle Holzverbindungen gezapft, regelmäßig angeordnete Rechteckfenster, Giebel verschiefert, Satteldach, um 1800, das Haus gehört zur ursprünglichen Dorfbebauung, ist ein letztes Zeugnis dieser Bebauung und erlangt dadurch große stadtgeschichtliche Bedeutung, die hintere Traufseite sowie der zweite Giebel ebenfalls verschiefert. | 09230974 |
| Direkt Bild zu diesem Denkmal hochladen | Doppelwohnhaus in offener Bebauung, mit Grünfläche am Haus | Waldstraße 30; 32 (Karte)                                                                      | 1945                                                       | Original erhaltenes Wohnhaus im Stile des Heimatstiles von baugeschichtlicher Bedeutung. Doppelwohnhaus eingeschossig mit Satteldach, zwei Eingänge an der Traufseite sowie zwei kleine Fenster mit originaler Vergitterung, neben diesen Haustüren Hauseingänge mit Segmentbogenabschluss und kleiner Treppe, daneben Stubenfenster, liegende Fensterformate, Rechteckfenster, Madenputz, original erhalten, Giebelseite original erhaltenes Blumenfenster in Holz mit Blechabdeckung sowie Sgraffito (zwei Zimmermänner auf der Walz abgebildet), Giebel mit drei Rechteckfenstern und einem Rundfenster, Blumenfenster sowohl am Haus 30 als auch am Haus 32, Sgraffito aber nur an der Hausnummer 30 erhalten, an der Traufseite mittig angeordnete vierachsige Schleppgaube, Giebelseite vom Haus 32 neu verputzt, nach 1960, Bauzeit um 1932. Nebenanlage: Grünfläche vor dem Haus. | 09231605 |
| Direkt Bild zu diesem Denkmal hochladen | Wohnhaus, Garage und Toreinfahrt | Werdauer Straße 139 (Karte)                                                                    | 1939                                                       | Ehemaliges Wohnhaus des Fabrikbesitzers des Flugzeug-Reparaturwerkes Zwickau der G. Basser-Kom. Ges., typischer Bau der 1930er-Jahre, in sehr gutem Originalzustand, von architekturhistorischer Bedeutung. Eingeschossiger Putzbau über rechteckigem Grundriss, Sockel Theumaer Schiefer, Erdgeschoss eingeschossig verputzt, mittiger Hauseingang leicht vertieft mit Natursteineinfassung, beiderseits drei kleine Fenster zur Beleuchtung des Hausflurs und der Gästetoilette mit Ziervergitterung, Fenster Segmentbogenfensteröffnungen mit sprossengeteilten mehrflügeligen Fenstern und Fensterläden, großem Walmdach, die Garage in gleichem Stil flach gedeckt, Zaunspfeiler der Einfahrt aus Theumaer Schiefer, bauzeitlich. | 09247606 |
| Direkt Bild zu diesem Denkmal hochladen | Villa mit Garten und Resten der Einfriedung | Werdauer Straße 145 (Karte)                                                                    | 1890                                                       | Historismusvilla von baukünstlerischem, baugeschichtlichem und städtebaulichem Wert. 360 m üNN, Villa über unregelmäßigem Grundriss, anderthalbgeschossig, Klinkerbau, mit aufwändig dekorierter geschnitzter Holzveranda, teilweise offen, Zierfachwerk, Schwebegiebel verziert, Satteldächer, Turm über rechteckigem Grundriss, dort vermutlich Treppenhaus mit spitzem Helm, schiefergedeckt, verschiedene Inschriften u. a. „Nadelburg“, andere Tafel: „E.E.Ruwe“, der Bauherr war Schneidermeister, aus diesem Grund leitet sich der Name der Villa Nadelburg ab, andere Tafeln seitlich mit der Inschrift „Erbaut“ und der Entstehungszeit, dazu Reste der Einfriedung, aufwändiger Eisengitterzaun, teilweise auch noch Granitpfosten, vom Garten wenig originaler Baumbestand, lediglich die Grundanlage mit der Zuwegung erhalten, beide Inschriften Nachfertigungen von Berthold Dietz, am Turm Umgang nachgefertigt nach altem Vorbild, historische Treppengeländer und schmiedeeiserne Ziergitter vor den Kellerfenstern, Holzbalkon, seitlich originale Inschrifttafeln mit Inschrift „Erbaut 1891“. | 09231033 |
| Direkt Bild zu diesem Denkmal hochladen | Ehemaliges Chausseehaus | Werdauer Straße 223 (Karte)                                                                    | 1828                                                       | Schlichter zeittypischer Putzbau in gutem Originalzustand von verkehrsgeschichtlicher Bedeutung. Eingeschossiges Drempelgeschoss, Lisenengliederung, Mittelrisalit, Eingang ursprünglich seitlich, Fensteröffnungen teilweise verändert bzw. zugesetzt, im Drempelbereich kleine Zwillingsfenster, Mittelrisalit mit Zwillingsfenster und Rundfenster, Satteldach flach geneigt, Schieferdeckung. | 09231035 |
| Direkt Bild zu diesem Denkmal hochladen | Wohnhaus und Gartenlaube eines kleinen Bauernhofes | Werdauer Straße 225 (Karte)                                                                    | 1909                                                       | Zeittypische Bauwerke in gutem Originalzustand. Wohnhaus Schweizer Stil, Klinkermischbauweise, mit Drempelgeschoss – dieses verbrettert, zweiachsiger Dacherker mit Satteldach, verzierte Sparrenköpfe, Fachwerkvorbau mit rundem Dach und kleiner Treppe, Laube offen, Fachwerkkonstruktion teilweise verbrettert und rekonstruiert. | 09231036 |